# Magaliesberg

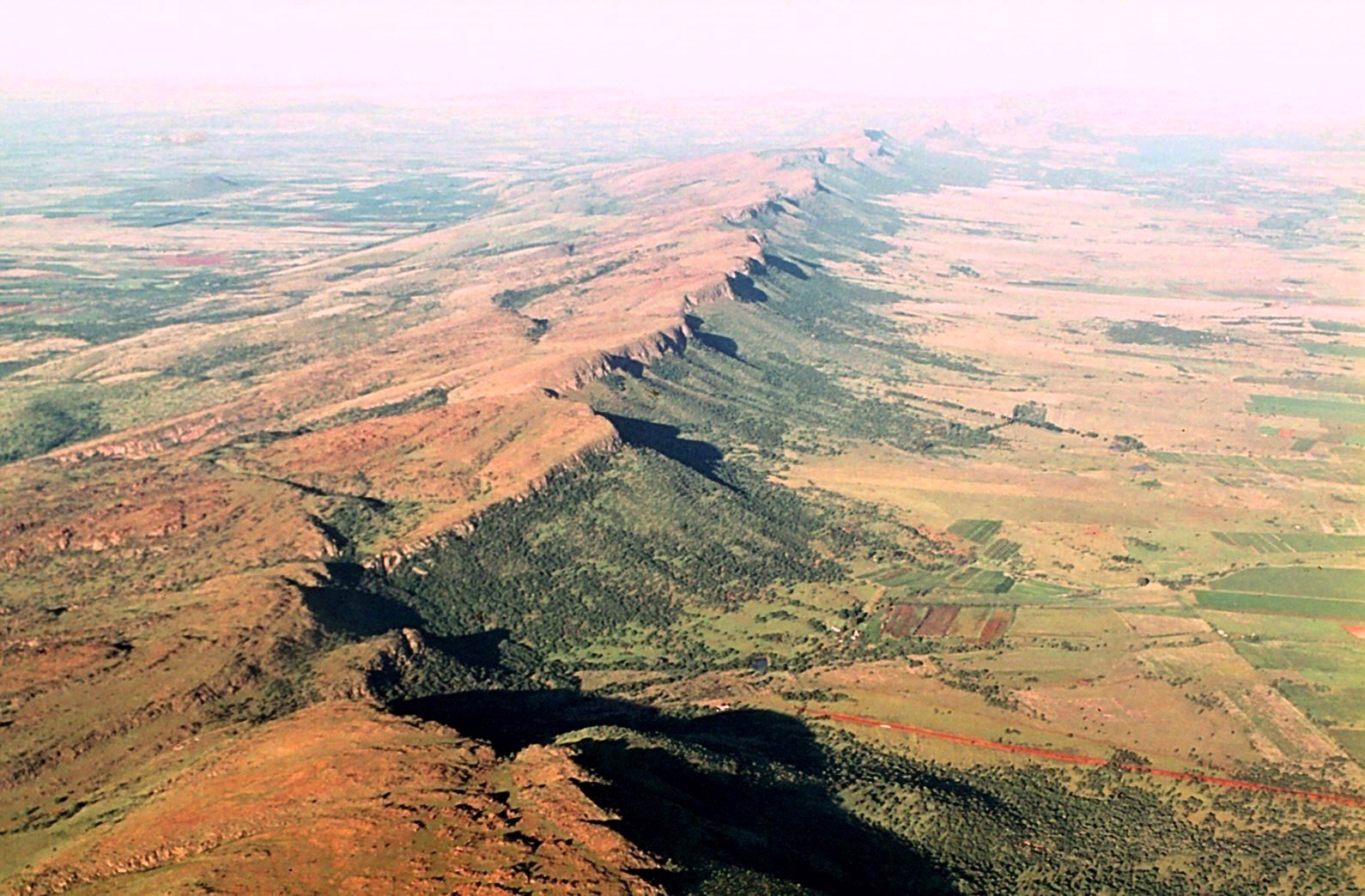
Paysage du Magaliesberg à l'est du barrage d'Hartebeespoort

Le Magaliesberg est une chaîne de montagnes d'Afrique du Sud qui culmine à 1 853 mètres d'altitude. Ces montagnes dont la formation remonte à environ deux milliards d'années sont parmi les plus anciennes du monde. Le Magaliesberg s'étend sur 196 km selon la forme d'un « S » couché depuis l'est de Pretoria dans la province du Gauteng jusqu'à la province du Nord-Ouest, au niveau du Pilanesberg.
Cette région a connu l'apparition des premiers hominidés, il y a trois millions d'années. De nombreux fossiles témoignent de cette occupation ancestrale.
Depuis les explorations naturalistes du XIXe siècle, le Magaliesberg a évolué et est aujourd'hui devenu un territoire où coexistent plusieurs activités. L'exploitation des matières premières et l'agriculture ancienne connaissent l'émergence d'un développement touristique important dans la seconde moitié du XXe siècle. Ce sont l'histoire mouvementée de la région et la diversité de la faune et de la flore qui constituent les principaux attraits de cette nouvelle activité ; cela ne va pas sans poser de nouveaux défis écologiques quant à la préservation de l'écosystème.

## Toponymie
Magaliesberg provient du nom Mohale Mohale (ou Mogale Mogale). Cet homme était le chef de la tribu Po lors du Grand Trek des Voortrekkers entre 1835 et 1852. Les Voortrekkers ont transformé ce nom en Magali. Magaliesberg signifie donc la « montagne de Mohale ». Avant cette période, la région était désignée par l'appellation de montagnes Cashan (ou Kgaswane) en l'honneur d'un chef Tswana.

## Géographie

### Situation
Le Magaliesberg est situé dans le quart nord-ouest de l'Afrique du Sud. La chaîne s'étend sur environ 120 km selon un axe est/nord-ouest qui traverse deux provinces : la limite orientale se trouve à l'est de Pretoria, dans le Gauteng alors que la limite occidentale est localisée au sud du Pilanesberg, près de la ville de Rustenburg, dans la province du Nord-Ouest. Cette courbe que forme le Magaliesberg sépare le plateau du Highveld au sud de celui du Bushveld au nord. Bien que le mont Nooitgedacht culmine à 1 853 mètres d'altitude, son élévation par rapport au reste du plateau n'est que de 300 mètres environ.

### Topographie

#### Géomorphologie
Malgré des altitudes relativement importantes, le Magaliesberg ne s'élève que de quelques centaines de mètres au-dessus du plateau ; Nooitgedacht, le point culminant avec 1 853 mètres d'altitude, n'est plus haut que de 532 mètres par rapport à la vallée.

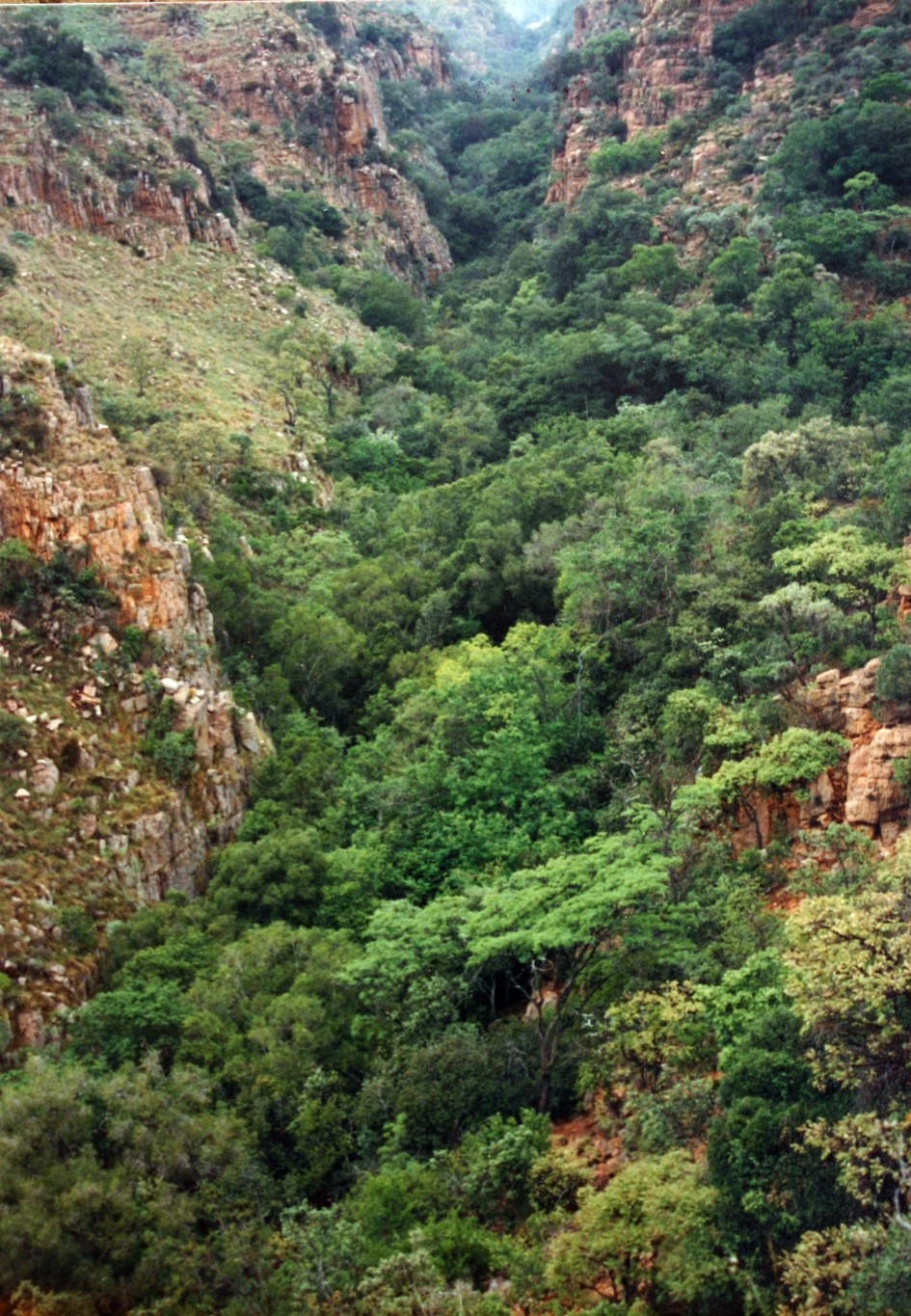
Le kloof Tonquani dans le Magaliesberg.

Plusieurs environnements sont représentés dans la chaîne. La crête est le résultat d'une glaciation du Carbonifère qui l'a aplanie. Le sol est majoritairement composé de quartzite : c'est un territoire aux conditions rudes et à la couverture florale limitée. La pluviométrie est légèrement plus importante qu'ailleurs dans la région à cause de l'altitude mais c'est là que les températures sont les plus froides : le quartzite est une roche claire et son albédo est donc élevé. Lors d'averses orageuses, les éclairs qui frappent affectent la crête en faisant éclater la roche. Le cas des crêtes doubles est différent. À certains endroits où la diabase se superpose au quartzite, cette première roche subit une érosion plus forte : deux crêtes se forment. Entre les deux, le sol fertile est plus profond que pour les crêtes simples ; en conséquence, la flore y est plus représentée. Un exemple de crête double est situé dans la réserve de Rustenburg : l'espace séparant les deux crêtes est de trois kilomètres, le bassin qui s'y est formé constitue la plus grande étendue aquatique naturelle du Magaliesberg.
Les falaises qui mesurent plusieurs dizaines de mètres reçoivent peu d'ensoleillement. En été, les roches restent froides et la moisissure s'évapore peu ce qui permet à un certain type de végétation de s'épanouir. En hiver, les falaises orientées vers le sud subissent des températures négatives alors que celles orientées vers l'ouest sont plus ensoleillés : c'est le cas de celles situées au nord de Rustenburg qui présentent une flore spécifique. Les kloofs sont majoritairement présents sur la face nord, au centre de la chaîne, notamment entre les barrages de Hartbeespoort et d'Olifantsnek. Ces ravins ont été créés par l'érosion de l'eau qui ruisselle sur le quartzite des crêtes. Leur dénivelé peut atteindre 100 m.
Enfin, les pentes méridionales et septentrionales différent entre elles. Les premières sont composées d'éboulis de quartzite de grande taille dans leur partie la plus haute : ces éboulis créent des abris propices à la moisissure et à un écosystème qui se développe entre les rochers. Plus bas sur ces pentes, les éboulis sont de tailles réduites car anciens et donc érodés, l'humus et l'argile sont majoritaires. Les cours d'eau temporaires de la saison humide façonnent la topographie accidentée de ce territoire. Les contreforts qui séparent les torrents sont secs et rocheux mais des herbes peuvent tout de même y pousser. Le schiste s'étend parfois plus loin que la pente principale et forme ainsi des collines au pied de la pente : ces dernières sont riches en argile et couvertes d'un tissu herbeux. Le pâturage excessif détruit durablement cette flore. À l'opposé, les pentes septentrionales sont difficilement différenciables de la crête. En hauteur, elles sont plus arides que les pentes orientées vers le sud. Cependant, malgré des précipitations plus faibles, plusieurs cours d’eau permanents sont présents. L'érosion est là aussi accentuée par le pâturage : la flore sert de couverture protectrice à la roche.

#### Sommets principaux
D'ouest en est, les sommets principaux sont les suivants :
| Sommet          | Altitude |
| --------------- | -------- |
| Tshufi          | 1 592 m  |
| Rustenburgkloof | 1 688 m  |
| Nooitgedacht    | 1 853 m  |
| Doornhoek       | 1 786 m  |
| Versigtig       | 1 563 m  |
| Myoko           | 1 523 m  |
| Sun Glory       | 1 601 m  |

### Hydrographie
La solidification du magma de l'ensemble du Bushveld qui s'étend sur plusieurs millions d'années a peu à peu laissé l'eau s'infiltrer dans d'immenses grottes qui forment aujourd'hui de grands réservoirs souterrains alimentant la plupart des cours d'eau de la région. Le Magaliesberg est traversé par cinq rivières principales dont la plus importante est la Crocodile River. Elle prend sa source dans la chaîne du Witwatersrand et se jette dans le fleuve Limpopo au nord. Les rivières Hennops et Magalies affluent dans la Crocodile. La source de la Magalies est située à l'ouest de la ville de Magaliesburg. Elle est alimentée par le Swartspruit et par d'autres cours d'eau en été.
La rivière Apies traverse Pretoria du sud vers le nord avant de traverser le Magaliesberg et de rejoindre la Crocodile. La Pienaars s'écoule depuis la chaîne du Bronberg, au sud, jusqu'à Baviaanspoort, 20 km plus au nord ; elle aussi est un affluent de la Crocodile. Seules les rivières Honde et Elands ne sont pas des affluents de la Crocodile ; toutes deux prennent leurs sources à l'est du Magaliesberg, l'Elands rejoint l'Olifants, 170 km au nord. À Derdepoort, deux cours d'eau de faible débit, le Hartebeesspruit et le Moretelespruit profitent d'un passage large de 3 km créé par des rivières très anciennes.

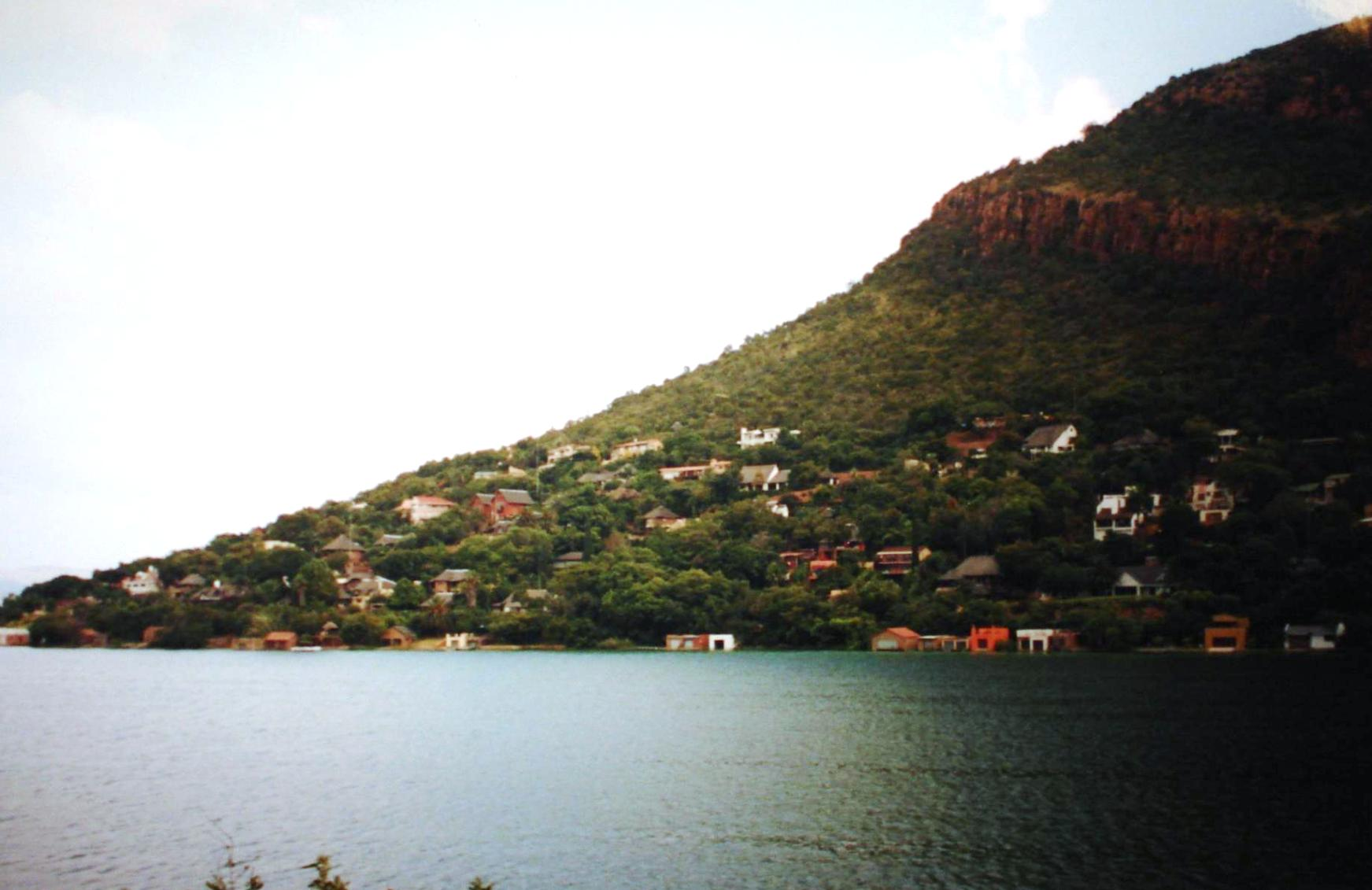
Le réservoir du barrage de Hartbeespoort

Trois barrages importants ont été construits dans la région entre 1916 et 1933. Le premier et le plus important est le barrage de Hartbeespoort qui est terminé en 1923. Sa construction est motivée par le besoin en eau des agriculteurs de la région : il irrigue aujourd'hui une région de 130 km2. À l'origine, le barrage produisait aussi de l'hydroélectricité, cette activité n'a plus cours. Son lac de retenue est relativement important puisqu'il est en moyenne de 195 millions de mètres cubes et qu'il s'étend sur 12 km d'est en ouest. Il est alimenté par la Magalies et la Crocodile. Cependant, l'eau du lac est de mauvaise qualité. En effet, le lac souffre d'une trop forte eutrophisation ayant pour principale cause la pollution en nitrates et en phosphates de ses affluents. Cette pollution est causée par l'agriculture intensive et par les rejets industriels autour de Pretoria.
À 70 km à l'ouest se trouve le barrage d'Olifantsnek, mis en service en 1926. Cet édifice est dix fois plus petit que le barrage de Hartbeespoort. Son lac de retenue d'environ 14 millions de mètres cubes est alimenté par la rivière Hex qui se jette dans l'Elands (une autre que celle qui rejoint l'Olifants), à l'est du Pilanesberg. Des cours d'eau temporaires affluent aussi dans le réservoir en été.
Enfin, le dernier barrage construit propose aussi le plus petit réservoir, il s'agit du barrage de Buffelspoort. Il est achevé en 1933 et la capacité de son réservoir se situe autour 10,7 millions de mètres cubes. Cependant, il est alimenté par des rivières issues des kloofs et puisque l'eau de ces ravins est claire car filtrée par la roche, c'est ce réservoir qui est le moins envasé des trois (3 % contre environ 15 % pour les deux autres).
Plusieurs ruisseaux s'écoulent dans les kloofs creusés par l'érosion. La verticalité de cet environnement entraîne la formation de chutes d'eau qui se jettent dans des piscines naturelles,. De nombreux cours d'eau temporaires s'y forment après les averses estivales.

### Géologie
La région du Magaliesberg possède une histoire géologique très ancienne qui peut être découpée en quatre temps principaux. Le quartzite, la dolomie, le schiste argileux, le limon ainsi que la chaille sont issus d'un dépôt sédimentaire remontant à trois milliards d'années, quand il y avait là une mer peu profonde recouvrant la majeure partie du Transvaal. Les rivages de cette mer étaient constitués de granite. Cette première couche sédimentaire est connue sous le nom de « Black Reef ». La sédimentation s'étend sur environ 300 millions d'années.
La « séquence du Transvaal » débute il y a environ 2 300 Ma. L'apparition d'algues primitives couplée à la salinité de l'eau entraîne un second dépôt carbonaté composé de dolomie dans les endroits où la mer est la plus profonde et où les dépôts organiques sont nombreux et de chaille là où des précipitations d'eau douce réduisent la concentration en silice,. Ces deux roches sont réunies dans la « dolomie Malmani ». Les algues à l'origine du dépôt carbonaté se retrouvent fossilisées dans la dolomie : cela forme des stromatolithes. La taille de ces fossiles est variable puisqu'on en trouve des échantillons de quelques centimètres à des roches de plusieurs mètres de diamètre. L'eau s'infiltre dans les grandes cavités que laissent la chaille et la dolomie une fois qu'elles se sont solidifiées. La mer s'assèche peu à peu et, avec l'augmentation de la température, le sable se cristallise et conserve ainsi les rides créées par les vagues.

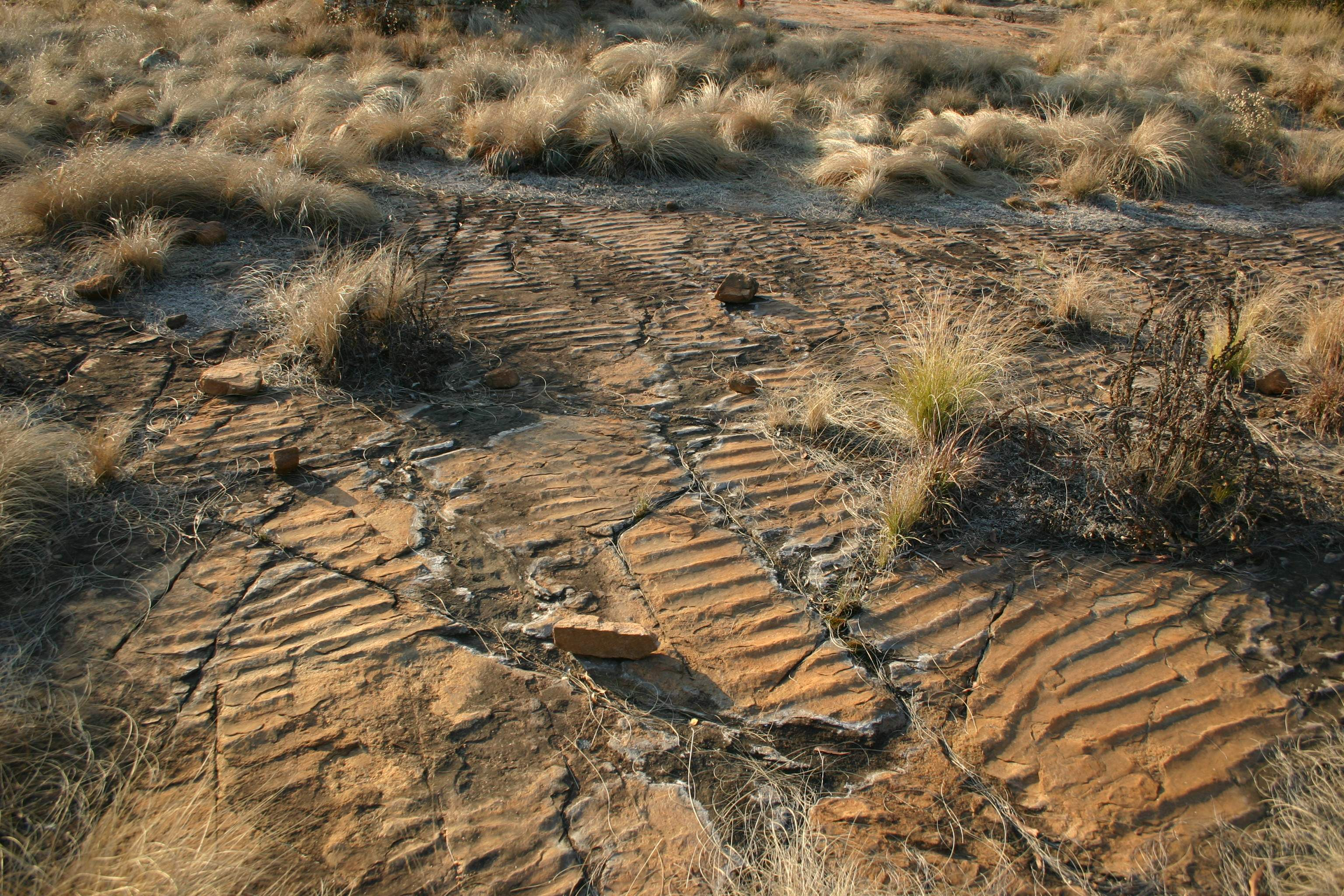
Ces ondulations fossilisées dans la roche témoignent de la présence d'une mer depuis asséchée.

Il y a environ deux milliards d'années, une effusion massive de magma à l'origine d'une formation appelée « ensemble du Bushveld » se forme dans un réservoir souterrain dont la superficie est estimée à 65 000 km2,. Le magma s'infiltre dans les fissures laissées par la dolomie et la chaille. La solidification qui s'étale sur 30 Ma apporte une grande variété de minéraux dont du chrome, du platine, du fer en grande quantité, du nickel ainsi que de l'étain,. L'énorme force engendrée par cette intrusion repousse alors sur les côtés les sédiments les plus jeunes qui se trouvaient jusque-là sous terre. Au contraire, la structure sédimentaire la plus ancienne et large de plusieurs centaines de mètres s'affaisse dans l'ensemble du Bushveld : la chaîne ainsi formée est escarpée. Au fil du temps, seules les couches sédimentaires les plus solides ont résisté à l'érosion conjuguée de la pluie et du vent, principalement le quartizte et la chaille,.
La « séquence du Karoo » débute il y a 345 Ma, dans la période du Carbonifère. Cette appellation est justifiée par la présence d'une vaste forêt humide à l'emplacement de l'actuelle Europe ; mais pour le centre du supercontinent du Gondwana, la situation est très différente. En effet, la grande glaciation de « Dwyka » s'étale sur environ 65 Ma, elle érode les montagnes d'environ la moitié de leur altitude. Une inversion des climats a lieu dans la région à la fin de cette glaciation, 280 Ma avant notre ère. Le sud du continent est un gigantesque marécage peuplé de dinosaures : de nombreux fossiles ont été découverts. Le marécage s'assèche et se transforme peu à peu en une vaste plaine aride puis en un grand désert. Des dépôts sont effectués à chaque étape auxquels s'ajoute une couche de débris volcaniques issus des éruptions causées par la séparation du Gandwana des autres continents. 63 Ma BP, la chaîne est recouverte de 10 km de dépôts mais une érosion intense se remet en place.
Cette érosion est totale pour le Magaliesberg et les anciennes roches sont découvertes à nouveau. Mais le quartzite et le schiste sont aussi soumis à cette érosion qui se poursuit encore aujourd'hui. Le schiste est plus friable que le quartzite mais situé en dessous. L'érosion entraîne des éboulis qui forment les pentes des montagnes. Le quartzite ne possédant plus de support s'effondre à son tour. L'intrusion magmatique de l'« ensemble du Bushveld » avait affaibli le quartzite en le recristallisant : les gros cristaux peuvent être effrités à la main. L'érosion entraîne le recul des montagnes vers le nord et une réduction équivalente de l'altitude de la crête et des vallées. La présence de failles accentue ce phénomène qui est à l'origine de la création des kloofs (ce qui signifie « ravin » en afrikaans). En effet, les zones isolées par les failles subissent une érosion plus forte et plus rapide. Ces failles sont notamment visibles à l'ouest de Rustenburg et à Hartbeespoort où un barrage occupe l'emplacement de la faille.
Les rivières et les cols actuels s'établissent il y a de ça 20 Ma. Les lits de rivières datant de la « Séquence du Karoo » se sont formés sur une plaine. Mais l'érosion des dépôts découvre la crête de quartzite des montagnes et force ainsi l'eau à s'écouler vers l'est ou bien vers l'ouest. L'eau s'écoule soit à travers des interstices comme les failles et les lits asséchés ou bien elle se crée un passage dans des roches friables du sud du Magaliesberg. Même si la force de ces rivières s'est affaiblie depuis cette époque, leurs marques sont encore visibles dans le territoire notamment à Derdepoort.

### Climat
Le Magaliesberg est à la frontière de deux régions aux climats différents : au nord, le Bushveld possède un paysage de savane propre aux régions chaudes ; au sud, le Highveld est bien plus frais et reçoit plus de précipitations. Les températures varient selon l'altitude ; ainsi, à Rustenburg, la température moyenne à l'année est de 18,1 °C mais elle est de deux degrés plus froide à Koster qui se trouve à une altitude plus élevée de 500 mètres. Les moyennes hautes se situent à l'année autour de 26 °C, les moyennes basses vers 10,5 °C. Le Magaliesberg est soumis à des précipitations orageuses en été, la période la plus pluvieuse est le mois de janvier avec une moyenne d'environ 135 mm de précipitations répartis sur un peu plus d'une dizaine de jours. En revanche, l'hiver est très sec : il tombe en moyenne deux millimètres de précipitations en juillet. La moyenne annuelle est d'environ 700 mm. Les pentes méridionales peuvent être soumises au gel en hiver.

### Faune et flore

#### Faune

##### Mammifères
Le Magaliesberg est le lieu de vie et de reproduction d'animaux de la savane, de la prairie du haut plateau et de la montagne. Jusqu'au XIXe siècle, de nombreuses espèces de mammifères étaient présentes. Les troupeaux d'éléphants, de buffles, de rhinocéros et de girafes étaient nombreux. À cause de la chasse au XIXe siècle, la densité des mammifères a largement diminué : au moins vingt espèces ont disparu,. L'augmentation des surfaces agricoles est aussi dénoncée par les associations de conservation de la nature. Certaines espèces ont été réintroduites avec succès comme l'hippotrague noir qui est une espèce endémique, l'antilope rouanne, l'oryx, le gnou, le zèbre ou bien encore la girafe. Toutes ces espèces sont situées dans les réserves de Rustenburg et de Silkaatsnek. Il en va de même pour l'antilope koudou qui est rare en dehors des réserves : elle peut être aperçue sur les pentes orientées vers le nord. Cependant, il paraît difficilement envisageable de réintroduire avec la même réussite l'éléphant, le rhinocéros, le buffle et l'hippopotame dont tous les membres ont été décimés dans cette région.
Beaucoup de mammifères sont visibles dans plusieurs environnements du Magaliesberg. Le porc-épic est l'un de ces animaux qui est représenté à différents étages ; il en va de même pour les deux espèces de zorilles qui peuvent parfois être confondues : la zorille commune et la zorille à nuque blanche. De petites chauves-souris d'une taille inférieure à 10 centimètres vivent dans les grottes et les forêts ainsi que sur les falaises : le Minioptère de Schreibers qui hiverne dans les montagnes est la plus commune.
D'autres espèces sont réparties plus précisément. La forêt tropophile est le lieu de vie de la genette commune à la queue blanche et de la genette tigrine à la queue noire. Ces petits carnivores nocturnes ont un manteau crème et tacheté de noir. Le petit rongeur nocturne qu'est le graphiure chasse les insectes ; une autre espèce du genre Graphiurus est établie dans les éboulis du haut des pentes, il s'agit de Graphiurus platyops. L'écureuil Paraxerus cepapi est présent au nord de la chaîne. Cet animal craintif cherche des graines et des insectes sur les branches et parfois au sol. Plusieurs individus peuvent se regrouper et agiter leur queue pour faire fuir des prédateurs menaçants, notamment des serpents.
Deux antilopes de taille similaire vivent dans la forêt claire : l'antilope péléa qui est endémique du Magaliesberg  (au même titre que l'hippotrague noir) et le Cobe de montagne. La différenciation est possible grâce à leurs cornes. En effet, celles du péléa sont fines, droites et presque parallèles l'une de l'autre, alors que celles du Cobe de montagne forment une courbe vers l'extérieur de la tête de l'animal. Le Cobe préfère les territoires plus chauds, il est donc principalement réparti sur les pentes nord des montagnes ; cette antilope a également besoin de descendre s'abreuver plus régulièrement que l'antilope péléa : cette dernière peut passer la nuit sur les hauteurs. Les deux espèces diffèrent aussi par leur organisation sociale : alors que les péléas mâles tendent tous à devenir des mâles dominants, certains Cobes se déplacent sans revendiquer leur domination sur un territoire.
Le phacochère vit au pied des pentes et dans les prairies : il s'installe dans des tunnels creusés par l'oryctérope du Cap. Ce dernier se nourrit de termites, tout comme le protèle qui est également présent au pied des pentes. Le chacal à chabraque vit sur des territoires où la couverture forestière est peu dense et le sol faiblement pentu ; ce carnivore chasse la nuit, seul ou en couple. Cet animal garde généralement le même partenaire pour toute sa vie. Malgré sa réputation de tueur de bétails, il se nourrit principalement d'insectes et de petits vertébrés. Le caracal souffre aussi de cette réputation ; les proies de ce félin aux oreilles noires sont pourtant principalement des oiseaux et des petits mammifères. Cinq espèces de mangoustes sont établies sur les pentes : la mangouste à queue blanche est la plus grande de toutes, elle mesure environ un mètre du museau à la queue. Les autres espèces sont la mangouste rayée, la mangouste naine du sud, la mangouste rouge et la mangouste jaune. Ces deux dernières sont solitaires mais se distinguent par le bout de leur queue qui est noir dans le cas de la première et blanc pour la seconde. La hyène brune est le plus grand carnivore du Magaliesberg : sa taille est comparable à celle d'un chien du Saint-Bernard. Elle bénéficie de la présence humaine puisqu'elle n'hésite pas à s'aventurer dans les fermes à la recherche de charognes.
Cet environnement est aussi celui où vivent la zorille du Cap, du galago, du daman des rochers ainsi que de l'oréotrague. Ces deux derniers sont aussi parmi les rares animaux à être présents sur la crête. Des mammifères plus petits comme le lièvre des rochers, le hérisson d'Afrique du Sud, le rat-taupe africain ou encore plusieurs espèces de gerbilles et de souris habitent ces pentes.
Les bandes de babouins sont facilement repérables, notamment celles de l'espèce chacma. S'ils vivent habituellement sur les falaises, les babouins chacma ont pris pour habitude de s'aventurer dans les fermes à la recherche de nourriture. Les meutes peuvent atteindre la centaine d'individus mais comptent plus souvent une cinquantaine de membres. Un petit groupe de mâles âgés dirige la meute qui parcourt jusqu'à 10 kilomètres par jour. Les pierres qu'ils retournent et les trous dans la terre sont les signes de leur passage. Les babouins se retranchent sur les falaises quand la nuit tombe ou quand ils se sentent menacés. Ils passent la nuit blottis dans les crevasses mais défendent en groupe si un prédateur tente de s'approcher.
Le léopard est encore présent à l'état naturel, principalement dans la dense végétation des kloofs. Ce félin nocturne chasse de gros mammifères comme l'oréotrague et le daman des rochers mais en évitant de s'éloigner des zones boisées. Cependant, les populations de ces gros mammifères son en baisse et il arrive que le léopard doive se contenter de proies moins importantes.
Autour des rivières et des réservoirs, une grande partie de la faune peut être aperçue. Pour d'autres espèces comme le singe vervet il s'agit du lieu de vie privilégié,. Ce primate de taille moyenne vit en meute d'une vingtaine d'individus. Cet environnement est habité par trois carnivores : la civette africaine d'une longueur de 50 centimètres, la loutre à joues blanches du Cap qui est deux fois plus grande et la mangouste des marais. Ces deux dernières espèces sont surtout actives à l'aube et en toute fin d'après-midi. Enfin, plusieurs rats et musaraignes occupent également les abords des rivières.

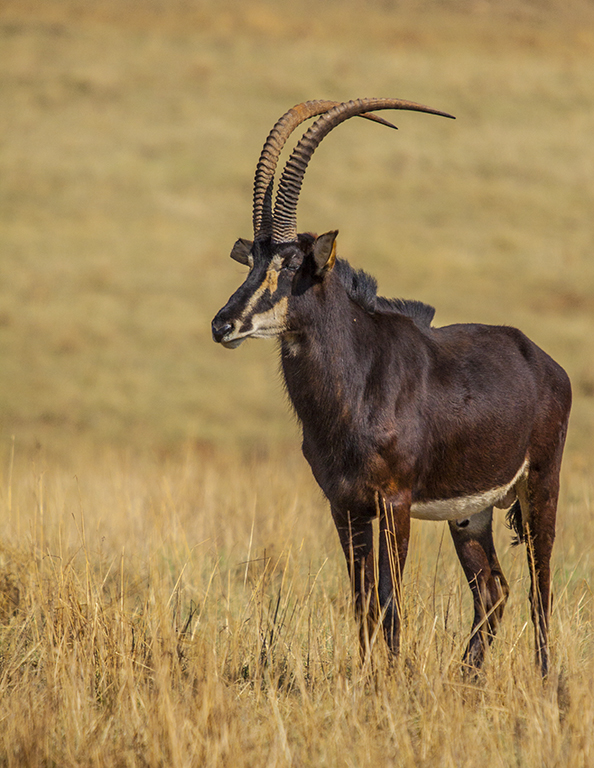
Spécimen d'hippotrague noir.
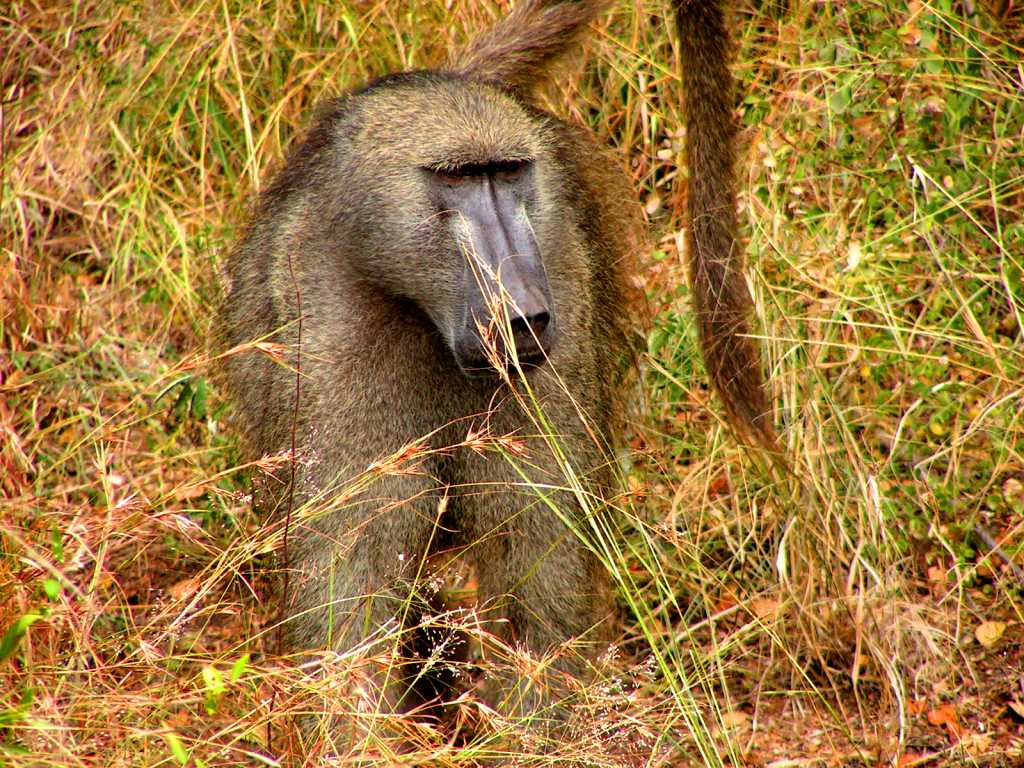
Babouin chacma mâle.
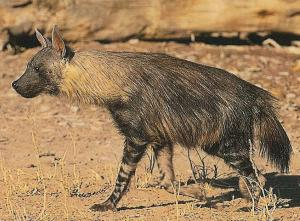
Spécimen de hyène brune, le plus grand carnivore du Magaliesberg.
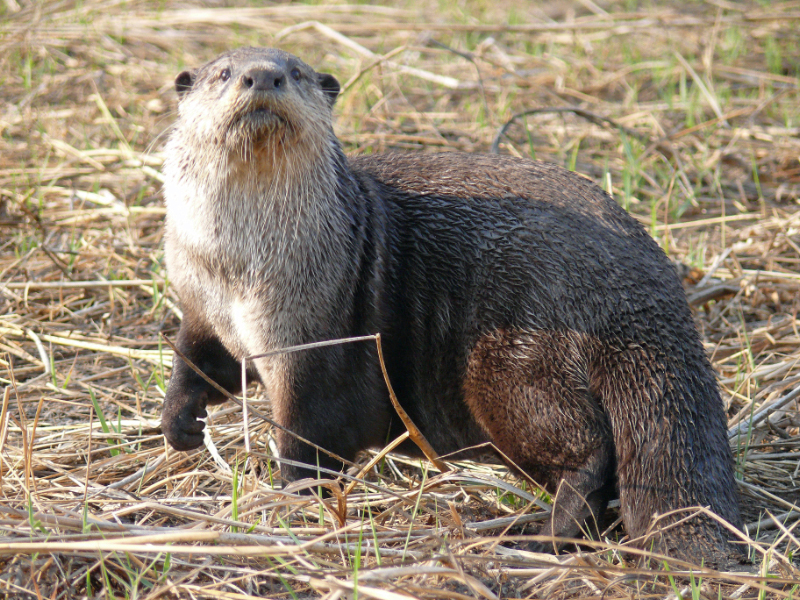
Loutre à joues blanches du Cap en Namibie.

##### Oiseaux
La région compte de très nombreuses espèces d'oiseaux, plus de 300 ont été déjà été recensées,. Les pentes douces au couvert forestier plus ou moins dense et, à l'opposé, les falaises permettent plusieurs types de nidification. Les trois espèces de cigognes aperçues sont justement réparties dans des environnements divers : la cigogne d'Abdim et la cigogne blanche habitent les pentes alors que la cigogne noire vit sur les falaises. Cependant, leur nombre décline à cause de la détérioration de leur habitat en Europe.
Sur les pentes vit l'aigle de Bonelli qui y trouve la plupart de ses proies : principalement de petits mammifères. Un autre rapace, la buse variable migre d'Europe de l'Est en octobre et y retourne en mars ; dans le Magaliesberg, elle s'installe dans la savane ou sur les pentes herbeuses. De petits oiseaux vivent à même le sol comme le francolin du Natal qui se camoufle dans le paysage, le francolin coqui, le francolin de Swainson et la pintade de Numidie qui s'est établie au pied de la montagne. Le premier est le plus commun. Cinq espèces de tourterelles sont représentées : la tourterelle maillée dans la forêt claire, celle du Cap et celle à collier là où le couvert forestier est plus important, la tourterelle masquée et la tourterelle émeraudine sont présentes sur le versant nord plus sec. Les ailes du touraco concolore semblent plus le gêner que l'aider dans sa collecte quotidienne de fruits. Sur les éboulis du haut des pentes vivent le bruant cannelle et le bruant à poitrine dorée : leur apparence est très proche. Deux guêpiers sont représentés : celui d'Europe est l'un des oiseaux les plus colorés de la région, le guêpier à front blanc est plus rare. Le calao à bec noir, le calao à bec jaune et le barbion à front jaune peuvent être aperçus dans cet environnement. Cinq espèces de pics-verts sont également présentes : le pic cardinal, le pic à queue dorée et le pic barbu sont les plus courants, les deux autres espèces sont très rarement rencontrées.
Plus bas sur les pentes, le gonolek rouge et noir vit sur les branches des acacias. Cette espèce colorée partage son territoire avec le spréo améthyste, l'euplecte veuve-noire, la veuve de paradis et la veuve dominicaine. Ces deux dernières espèces occupent les nids d'autres oiseaux. De nombreux volatiles de petite taille s'approchent des habitations humaines : le beaumarquet melba, l'amarante de Jameson, le cordonbleu d'Angola et l'astrild ondulé sont parmi ceux-ci. Quelques oiseaux nocturnes sont également présents : le petit-duc africain et le grand-duc africain ainsi que la chevêchette perlée ; cette dernière espèce est active dès la fin de l'après-midi.
Les kloofs sont habités par de nombreux oiseaux parmi lesquels le barbican promépic, le barbican à collier dans les forêts plus denses, le martin-chasseur à tête brune et le martin-chasseur strié qui vivent tous deux à la lisière de la forêt. Ce territoire compte moins de rapaces que les autres pentes avec seulement trois espèces représentées : le gymnogène d'Afrique qui chasse sur les falaises, l'autour noir et l'épervier minule. Le pigeon rameron et le pigeon roussard sont leurs proies. Différents chants se font entendre notamment celui du cratérope fléché qui peut être confondu avec le chant de l'irrisor moqueur ; le chant du mâle et de la femelle de l'espèce gonolek boubou sont très harmonieux. Le cossyphe du Cap et le cossyphe à gorge blanche sont recensés dans les kloofs. Ces ravins concentrent également beaucoup de familles de passereaux parmi lesquelles les terpsiphones et notamment le tchitrec d'Afrique, des espèces de turdidés, de fringillidés, de cuculidés, de sturnidés ainsi que de timaliidés. Sept cuculidés sont présents : ils sont qualifiés de solitaire, de criard, ou de jacobin qui vole le nid du bulbul des jardins. Les autres cuculidés sont le coucou de Levaillant, le coucou didric et le coucou de Klaas.
Les falaises sont occupées par l'espèce emblématique qu'est le vautour du Cap dont la population décline. Il est empoisonné ou abattu par des fermiers qui le considèrent à tort comme une menace pour le bétail. L'aigle noir ou encore la buse rounoir vivent également sur ces escarpements : seulement 16 couples d'aigles noirs ont été recensés en 1990,. Des rapaces plus petits sont visibles : le faucon lanier, le faucon pèlerin qui est très rare dans la région et le faucon crécerelle.
Sur la crête, la floraison des aloès attire de nombreux nectariniidés comme le souimanga malachite ou le souimanga à ventre blanc. Des apodidés habitent aussi cet environnement : le martinet du Cap, le martinet à ventre blanc ainsi que le martinet des maisons. De petits oiseaux tels que le traquet à ventre roux et le monticole rocar se perchent sur les rochers.
Les rivières et les réservoirs des barrages attirent une trentaine d'espèces. Le pygargue vocifer chasse et se reproduit près des barrages. Plusieurs canards occupent les réservoirs : ils peuvent être noirâtre, à bec jaune ; la ouette d'Égypte et le dendrocygne veuf vivent sur ce même territoire. Le cormoran africain et le grand cormoran se reposent sur les rives, les ailes étendues dans le but de les faire sécher. Des hérons et de plus petits oiseaux comme le martin-pêcheur huppé ou l'euplecte ignicolore profitent aussi des réservoirs.

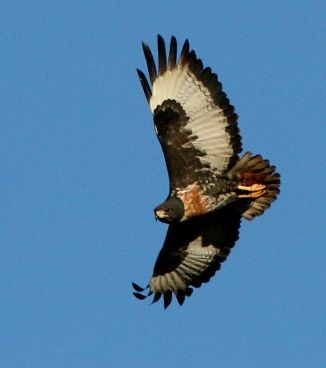
Buse rounoir en vol en Afrique du Sud.
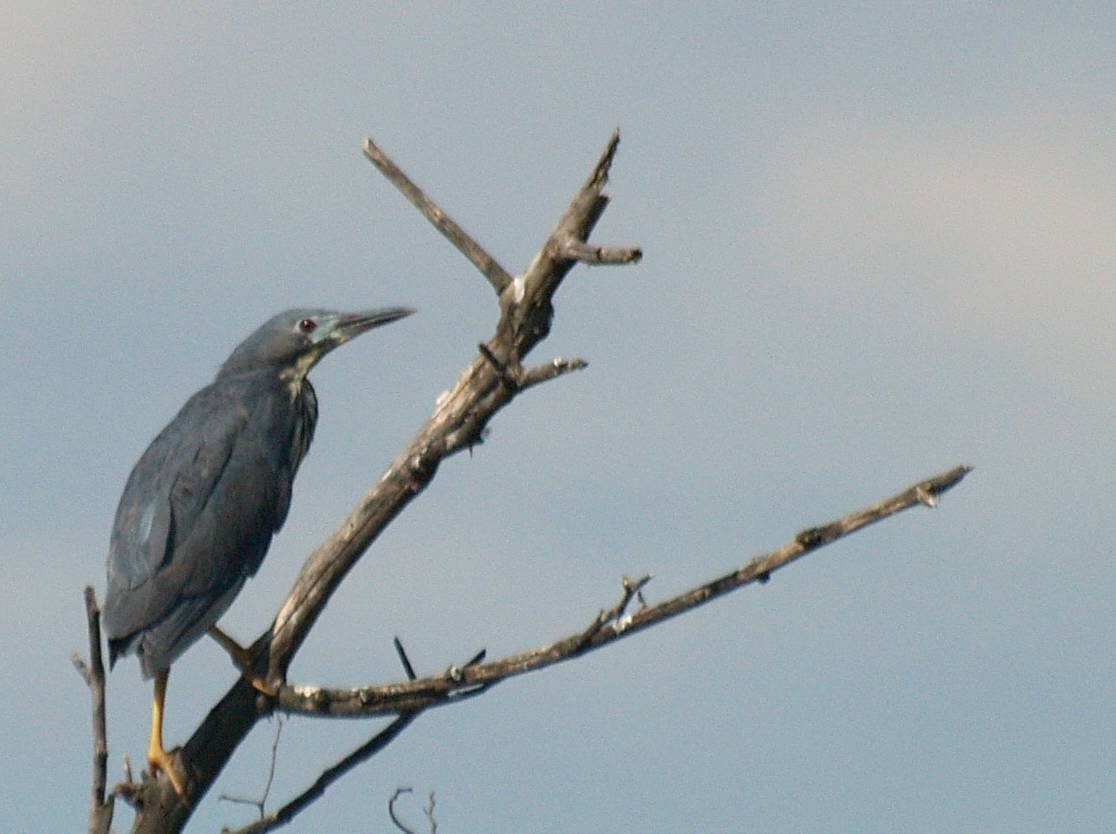
Blongios de Sturm au nord de Johannesburg.
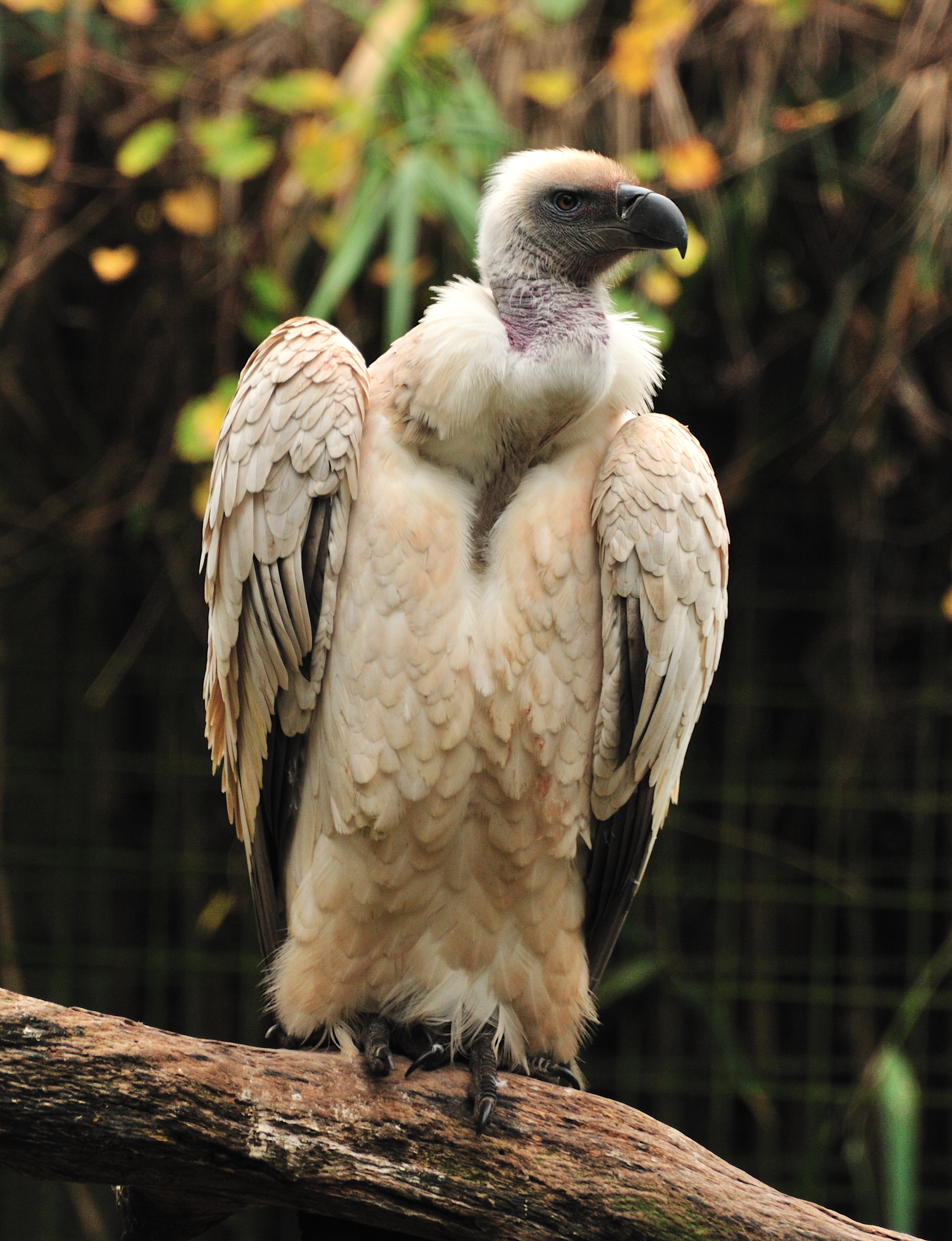
Spécimen de vautour du Cap.
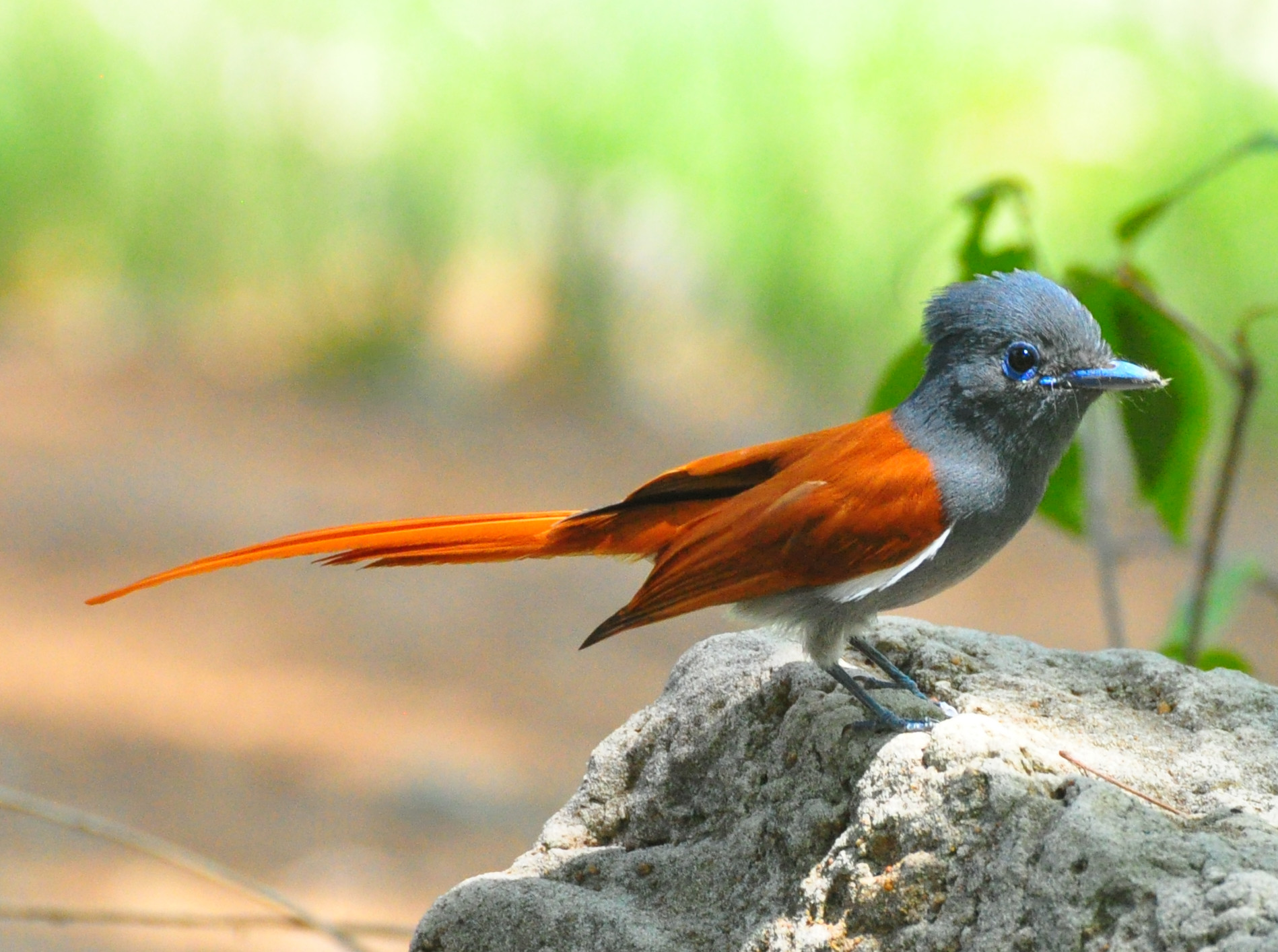
Tchitrec d'Afrique en Namibie.

##### Reptiles, amphibiens et invertébrés
Le Magaliesberg compte plus de 80 espèces de reptiles et d'amphibiens, parmi lesquels une dizaine de serpents venimeux dont six sont une menace réelle pour l'homme. Les invertébrés sont indénombrables.
Les serpents venimeux sont répartis dans différents habitats mais évitent généralement les zones forestières. La vipère heurtante mesure un mètre en moyenne, elle se nourrit de rongeurs et de petits mammifères qu'elle trouve sur la plupart des pentes : sa morsure inocule un venin très puissant pour ses proies comme pour l'homme. La vipère à cornes d'Afrique du Sud est plus petite et moins dangereuse. Cet animal est rarement rencontré ; il est caractérisé par ses deux cornes au-dessus des yeux. Causus rhombeatus et Dasypeltis scabra mesurent tous deux une cinquantaine de centimètres et ils apprécient les hautes herbes. Naja mossambica est une espèce qui se manifeste par son irascibilité et sa rapidité de déplacement. Ce serpent de 150 centimètres éjecte son venin dans les yeux de son agresseur jusqu'à 2 mètres de distance. Il est proche du Naja annulifera qui se rencontre dans la savane au nord de la chaîne. À l'est des montagnes peut survenir le farouche cobra cracheur qui n'attaque qu'en dernier recours. Le boomslang de couleur verte et Thelotornis capensis sont deux serpents arboricoles très discrets. Elapsoidea sundevallii et Atractaspis bibronii ont une morsure douloureuse mais rarement dangereuse ; ce dernier est parfois confondu avec inoffensif Lycophidion capense. Les serpents des espaces boisés ne sont pas tous venimeux, la plupart évitent de s'attaquer à l'homme. C'est le cas de Philothamnus semivariegatus sur les pentes nord, de Telescopus semiannulatus à la couleur orange remarquable et du Python natalensis qui mesure parfois 6 mètres, il s'agit du plus grand reptile du Magaliesberg. Hors de la forêt, on trouve d'autres serpents inoffensifs pour l'homme attirés par l'abondance de la faune comme Boaedon fuliginosus, Lamprophis aurora, Pseudaspis cana et différentes espèces des genres Typhlops et Leptotyphlops. À proximité des rivières, les serpents les plus répandus sont Lycodonomorphus rufulus, Philothamnus hoplogaster et Philothamnus natalensis : ils mesurent moins d'un mètre et se nourrissent de grenouilles et de petits poissons.
La crête est habitée par de nombreux reptiles et invertébrés. Agama atra aux écailles brunes et à la tête bleue est visible sur les roches au côté de plusieurs espèces du genre Mabuya. Cordylus vittifer se distingue par ses écailles pointues qui le protègent. Les tortues Kinixys belliana et la tortue léopard vivent dans cet environnement. Parmi les huit espèces de scorpions présentes dans la région, celles issues des genres Opistophthalmus et Uroplectes sont présentes sur la crête.
La savane est le lieu de vie des sauriens Gerrhosaurus flavigularis qui atteint parfois une taille de 40 centimètres et Pedioplanis lineoocellata. L'amphibien Breviceps adspersus profite de la pluie pour sortir de son terrier afin de s'accoupler. Les quatre genres de termites présents dans le Magaliesberg se trouvent en majorité dans cet environnement : les Hodotermes et les Trinervitermes au bas des pentes, les Odontotermes et les Macrotermes à l'ouest. Des Acrididae et des fourmilions se font aussi remarquer dans les herbes.
Les forêts et les kloofs abritent le varan des savanes qui est rarement aperçu, le petit Acanthocercus atricollis ainsi que les deux espèces de geckos que sont Lygodactylus capensis et Pachydactylus capensis. Ce milieu propose une très grande variété d'animaux invertébrés, notamment des lépidoptères visibles sous leur forme adulte de papillon en été et en automne. On peut citer les espèces Belenois aurota, Junonia hierta, Colotis antevippe, Anthene definita ou encore Macroglossum trochilus au vol très rapide. Gynanisa maja a une envergure de 12,5 centimètres. Les guêpes des genres Odynerus et Eumenes sont dites « maçonnes » car elles construisent des nids de terre. Des araignées de l'ordre des solifuges et du genre Gasteracantha ainsi que des coléoptères lumineux du genre Lampyris sont répandus dans les forêts.
Enfin, les rivières et les réservoirs sont occupés par plusieurs amphibiens dont Amietophrynus garmani, Amietophrynus rangeri et le crapaud guttural. Kassina senegalensis et Phrynomantis bifasciatus se font entendre tout au long de la journée. Le crocodile du Nil donne son nom à la plus grande rivière de la région.

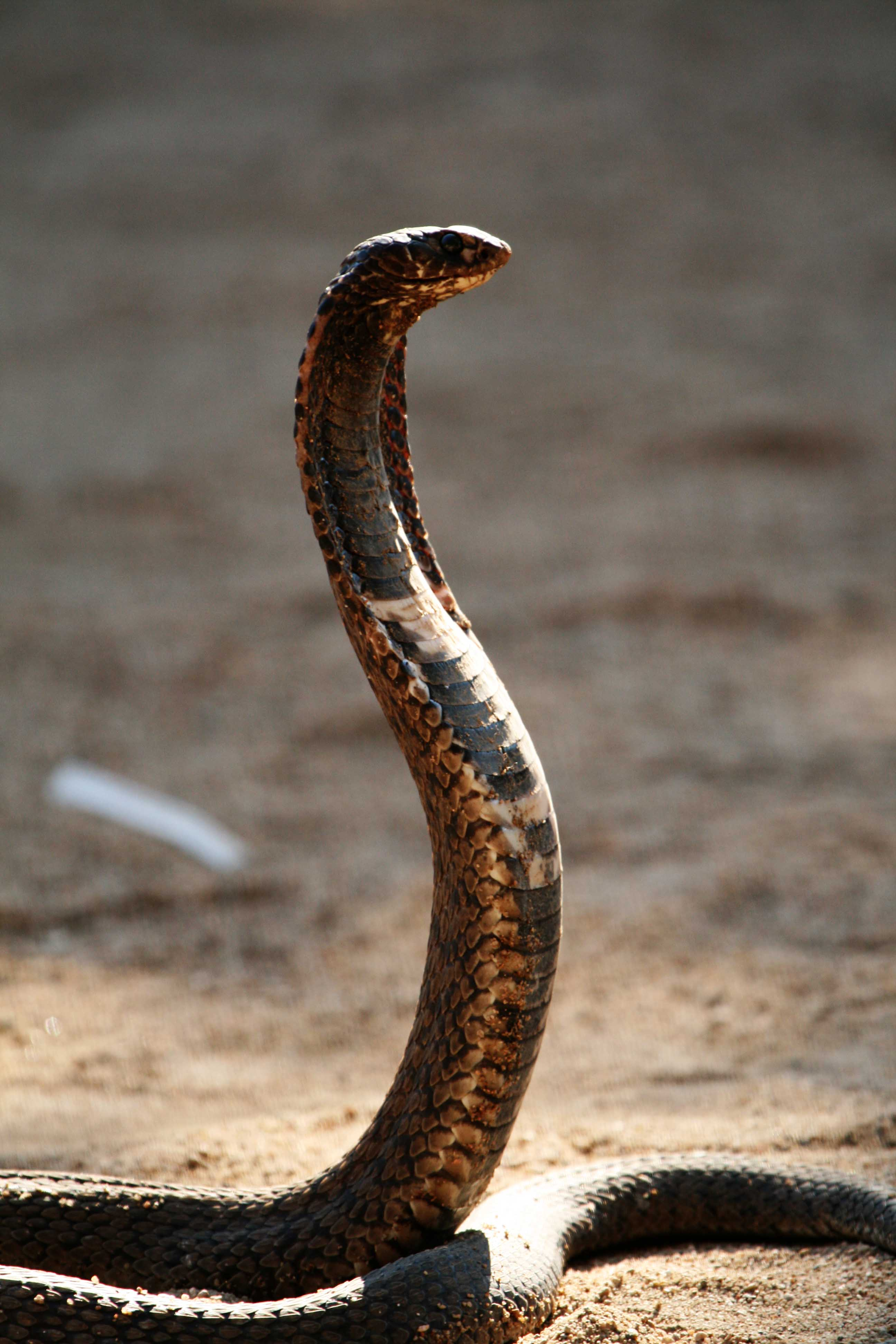
Cobra cracheur ou ringhal.
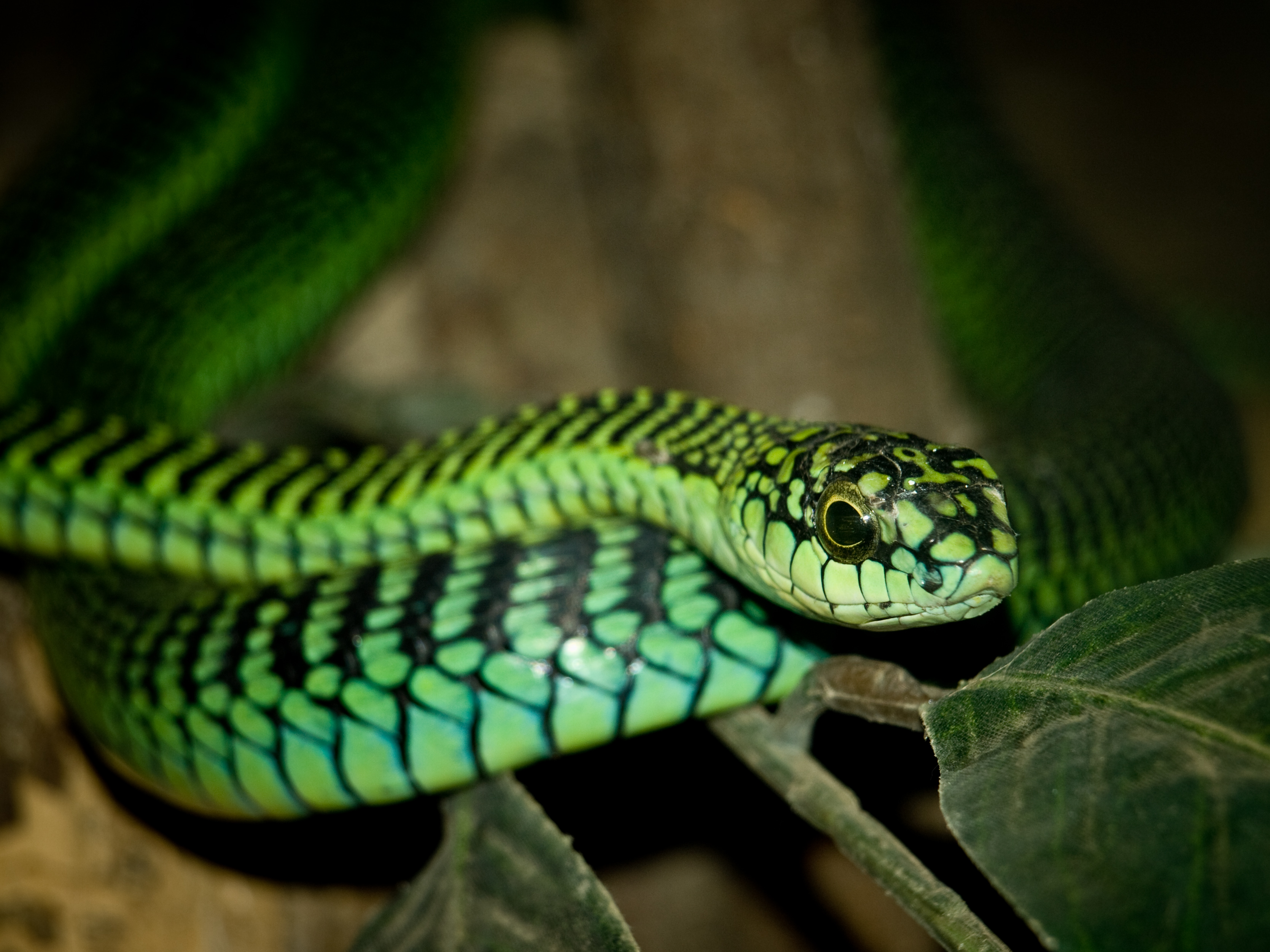
Spécimen de Dispholidus typus.
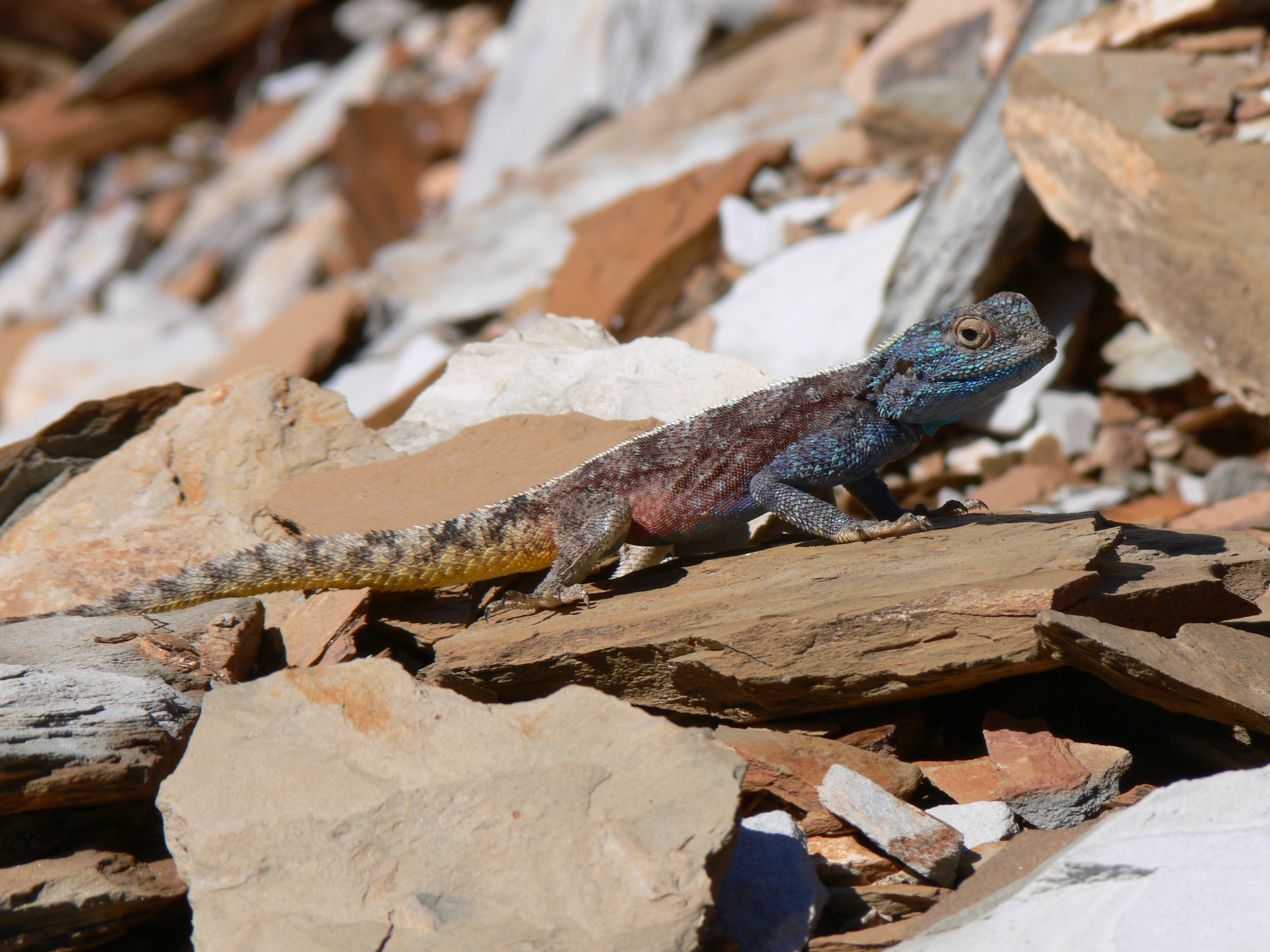
Agama atra en Afrique du Sud.
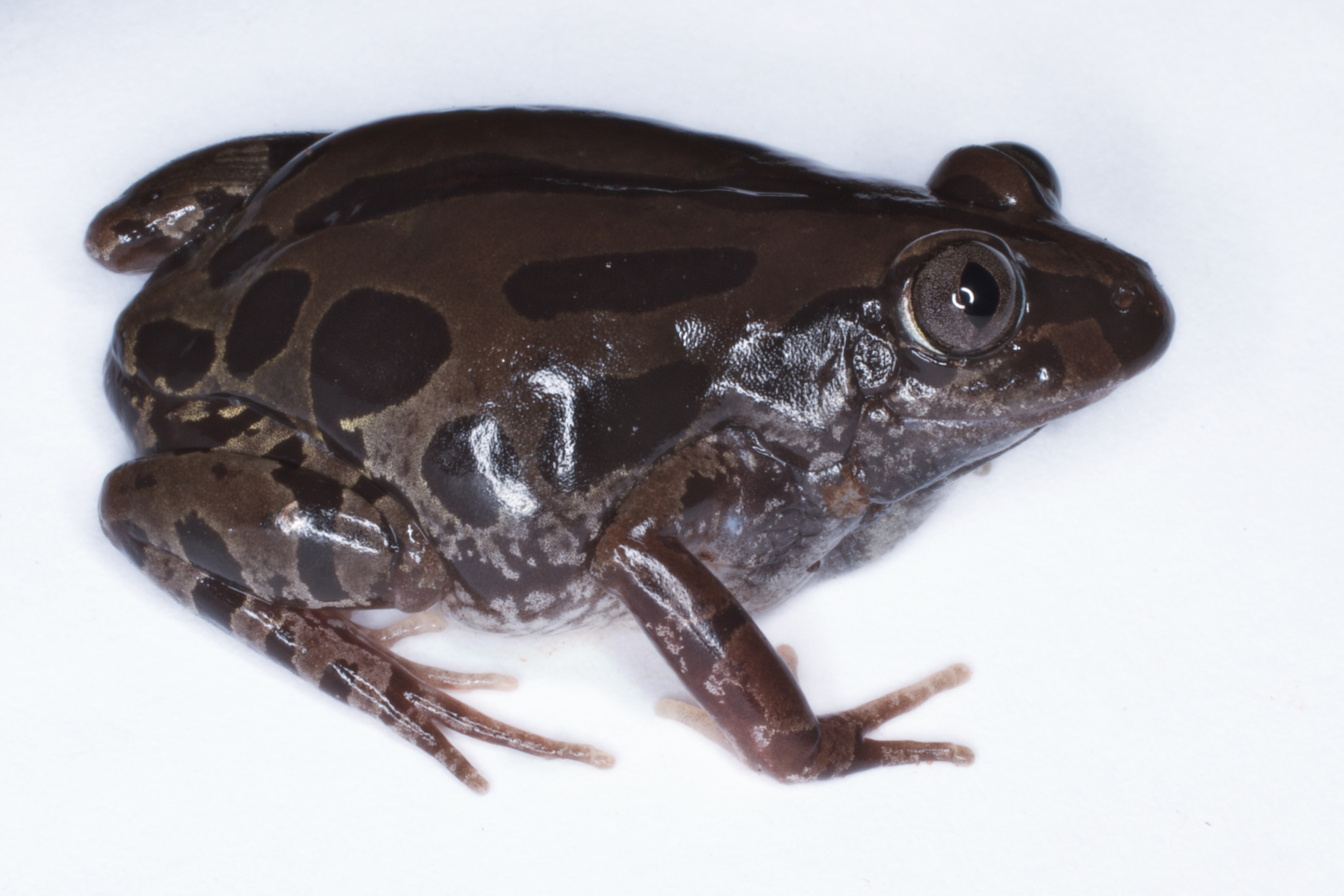
Kassina senegalensis.

#### Flore
La flore du Magaliesberg se divise en plusieurs biomes distincts : la forêt tropophile et la forêt claire mais aussi la région rocheuse et les pâturages. Plus de 130 espèces d'arbres et plus d'une centaine de variétés d'herbes ont été recensées mais de nombreuses fleurs, fougères et autres champignons sont également représentés.
La forêt tropophile se forme près des rivières ou bien des cours d'eau estivaux, principalement sur les pentes méridionales. Son sol humide et riche en humus est idéal pour plusieurs espèces de bryophytes et de fougères. Les bryophytes sont parmi les plantes actuelles qui possèdent le plus de caractères communs avec les plantes primitives. Ces tapis moussus dépourvus de racine ont besoin d'humidité pour se développer : seules la forêt tropophile et la végétation dense des kloofs leur est favorable. Les fougères n'apparaissent qu'à la saison des pluies, en été. En effet, l'hiver est sec et ces plantes passent cette période à l'état de rhizome ou de zygote. Les espèces de fougères les plus répandues sont issues des genres Cheilanthes et Pellaea. Plusieurs espèces d'arbres à feuilles persistantes poussent dans cette forêt comme le karro guarri du genre Euclea ou bien des espèces du genre Diospyros. Des arbres à feuilles caduques sont aussi présents comme divers membres du genre Grewia notamment Grewia occidentalis dont les fleurs mauves apparaissent en été. L'ivoire rose pousse dans cet environnement, cette essence à la chair rose est rare. La lisière de la forêt tropophile est un milieu fragile menacé par le pâturage, certaines espèces agissent tout de même comme une protection, c'est le cas du Maytenus polyacantha dont les branches couvertes d'épines forment un fourré impénétrable.
La forêt claire est majoritairement établie sur les pentes sud également. En haut de ces pentes poussent le Cussonia paniculata dont les fleurs à l'odeur écœurante attirent les insectes. Plusieurs espèces du genre Acacia sont représentées ; l'Acacia caffra qui pousse dans les dépressions possède un tronc tortueux parcouru de petites épines recourbées et une écorce noueuse : c'est cette espèce qui est la plus représentée. Ce sont sur ces arbres que poussent différents champignons du genre des Trametes. En contrebas, au moins six espèces de sumacs sont présentes. Le Vangueria infausta dont les feuilles courbées tendent à se refermer sur les côtés se distingue par son isolement : bien que présent sur les deux faces des montagnes, il pousse à l'écart des autres arbres. Au contraire, les populations de Protea caffra s'étendent parfois sur plusieurs hectares sans laisser de place à l'installation d'une autre espèce. Ces arbres résistants au feu se couvrent de fleurs roses et blanches au milieu de l'été. Les champignons s'établissent sur des souches en décomposition, notamment les sclérodermes. Les géastres relâchent un nuage de spores à la moindre pression exercée sur la chambre où ils sont entreposés ; ainsi, quand des gouttes de pluie s'abattent sur le champignon, les spores sont émises au moment opportun.
Les falaises et la crête proposent des conditions difficiles auxquelles peu d'espèces se sont adaptées. Sur la crête des montagnes, la plupart des espèces sont des plantes succulentes. Ce sont les fleurs orangées ou rouges des aloès qui parsèment le paysage en hiver, notamment celles de l'espèce Aloe peglerae qui est une plante endémique à la région du Magaliesberg. Plusieurs plantes survivent grâce à de petites poches de sol fertile mais quand l'eau vient à manquer, elles se dessèchent totalement ; dès que l'humidité est à nouveau suffisante, elles reprennent une apparence vivante rapidement. Le Mundulea sericea résume les conditions de ce milieu : ses petites feuilles grises sont couvertes de poils pour conserver l'humidité, son écorce a un rôle isotherme et ses branches sont très flexibles pour empêcher que la puissance du vent ne les brise. Les falaises sont peuplées par deux arbres : le stamvrug et le Nuxia congesta. Le premier est un arbuste au fruit comestible qui se développe sur les affleurements de quartzite. Ses feuilles d'un vert sombre sur le dessus sont d'un roux éclatant en dessous. Les fleurs brunes du starmvrug apparaissent émanent une forte odeur de miel. Le Nuxia congesta est caractérisé par son long processus de floraison : les bourgeons sont visibles dès février mais ils ne s'ouvrent qu'en mai pour laisser sortir des groupes de fleurs à l'extrémité des branches. En plus de quelques espèces d'Aloe, les falaises sont couvertes de centaines d'espèces de lichen qui donnent à la roche des tons rouges, jaunes ou marron.
Le versant nord voit s'établir différentes espèces du genre saule (Salix) mais de nombreuses espèces sont communes avec le versant opposé. En hauteur, les spécimens d’arbres sont de petite taille mais ils sont plus grands au pied des pentes. Le marula dont le fruit jaune est apprécié des humains comme des animaux est justement situé à une altitude plus faible : il peut atteindre une hauteur de 18 mètres,. D'autres arbres au fruit comestible sont représentés sur ce versant, notamment le Strychnos pungens dont le fruit est une sphère d'une dizaine de centimètres de diamètre : il faut éplucher la peau bleue toxique pour apprécier la chair brune.
Les kloofs traversés par de nombreux cours d'eau offrent les conditions idéales pour la végétation luxuriante qui y règne toute l'année. La taille des arbres contraste avec les spécimens des milieux plus arides : certaines espèces atteignent une hauteur supérieure à 10 mètres. L'Ilex mitis entre dans cette catégorie puisqu'il peut s'élever jusqu'à environ 20 mètres ; le Pittosporum viridiflorum est plus petit d'une dizaine de mètres. Une espèce de figuier ne se développe que sur les rochers exposés au soleil, ses feuilles sont larges de quinze centimètres. La grande fougère Cyathea dregei qui mesure plusieurs mètres de haut profite de la richesse en eau pour s'installer dans cet endroit. Des droséras vivent dans les ravins : ces petites plantes carnivores sont étendues sur le sol ; leurs feuilles sont couvertes de courts tentacules sur lesquels sont disposés des poils adhésifs. Les insectes qui se posent sur ces feuilles sont piégés et digérés par des enzymes.
Au pied des falaises méridionales, l'oléastre et l'olivier bâtard du genre Buddleja cohabitent, ils peuvent être différenciés grâce à la texture plus douce des feuilles de l'oléastre. L'olivier bâtard est quasiment endémique à l'Afrique du Sud. Différentes gardénias fleurissent en janvier dans cet environnement. Certains arbres de la famille des cannabinacées ainsi que des viornes sont également présents. Une espèce de Commelina se développe sur ces roches : la Commelina africana. Elle est plus connue sous son nom anglais de Mickey mouse flower ; en effet, ses pétales jaunes prennent la forme de la célèbre souris. Les plantes les plus étranges du Magaliesberg sont sans doute issues du genre Stapelia : les fleurs aux pétales disposés en étoile se distinguent par leur apparence et leur odeur de chair en putréfaction. De cette façon, elles attirent de nombreuses mouches qui les pollinisent.
Les pâturages font état d'une importante diversité. S'ils ne sont pas modifiés par l'homme, ils permettent à la plante Themeda triandra de proliférer, principalement sur les pentes orientées sud. C'est aussi dans cet environnement que se trouve la plante Hyparrhenia hirta. Plusieurs espèces de lys à la floraison printanière sont présentes. Parmi celles-ci, l'espèce Ledebouria ovatifolia est remarquable pour ses grandes feuilles tachetées de violet. L'Eucomis autumnalis qui fleurit en décembre s'établit dans des endroits abrités par des rochers quand elle pousse dans la nature. Plusieurs espèces du genre iris sont représentées dans le Magaliesberg. Leurs fleurs sont bleues ou jaunes et la floraison a lieu au début du printemps : c'est l'une des premières de la région. Les glaïeuls et les scabieuses sont également visibles dans les pâturages, de même que des espèces du genre Kniphofia et de la famille des plantes campanulacées. Les herbes du genre Ocimum sont assez communes : les pétales roses ou bleus de ses fleurs sont longs mais des étamines encore plus longues se déroulent vers l'extérieur.
Les espèces envahissantes peuvent constituer un danger pour cette diversité. En effet, plusieurs espèces se sont répandues dans la région comme le cierge du Pérou sur le versant nord des montagnes : malgré une campagne d'éradication menée par le ministère de l'environnement dans les années 1980, le cactus continue à proliférer. La répartition du figuier de Barbarie est encore plus importante puisqu'il a colonisé toute la région. Autour des rivières et des réservoirs, le saule pleureur et le peuplier venus d'Europe se sont établis. Le lilas de Perse originaire d'Inde se répand dans l'ensemble de la région. Le barrage de Hartbeespoort assiste à une importe invasion de son réservoir par la jacinthe d'eau depuis la fin des années 1970. Cette plante d'Amérique du Sud s'installe dans les zones aquatiques de nombreux pays chauds mais sa profusion dans le réservoir du barrage est due à la pollution de la rivière Crocodil en engrais. Au cours de l'année 1977, la jacinthe d'eau doublait sa masse tous les douze jours : il a fallu épandre un herbicide par hélicoptère pour reprendre le contrôle de son expansion. L'agressivité de ces espèces est dangereuse pour l'écosystème et certaines espèces de la flore indigène pourraient, à terme, disparaître.

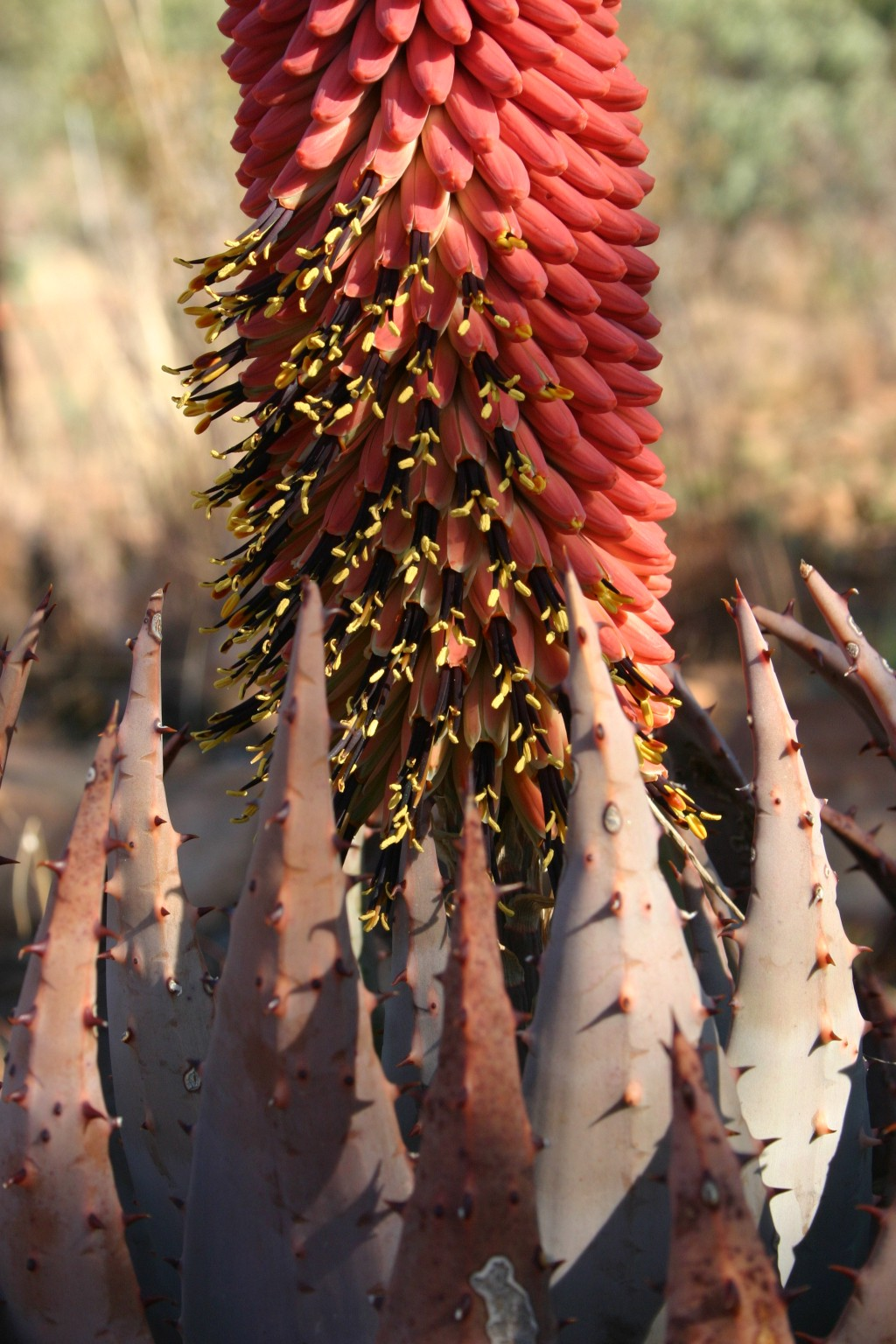
Spécimen d'Aloe peglerae, espèce endémique au Magaliesberg.
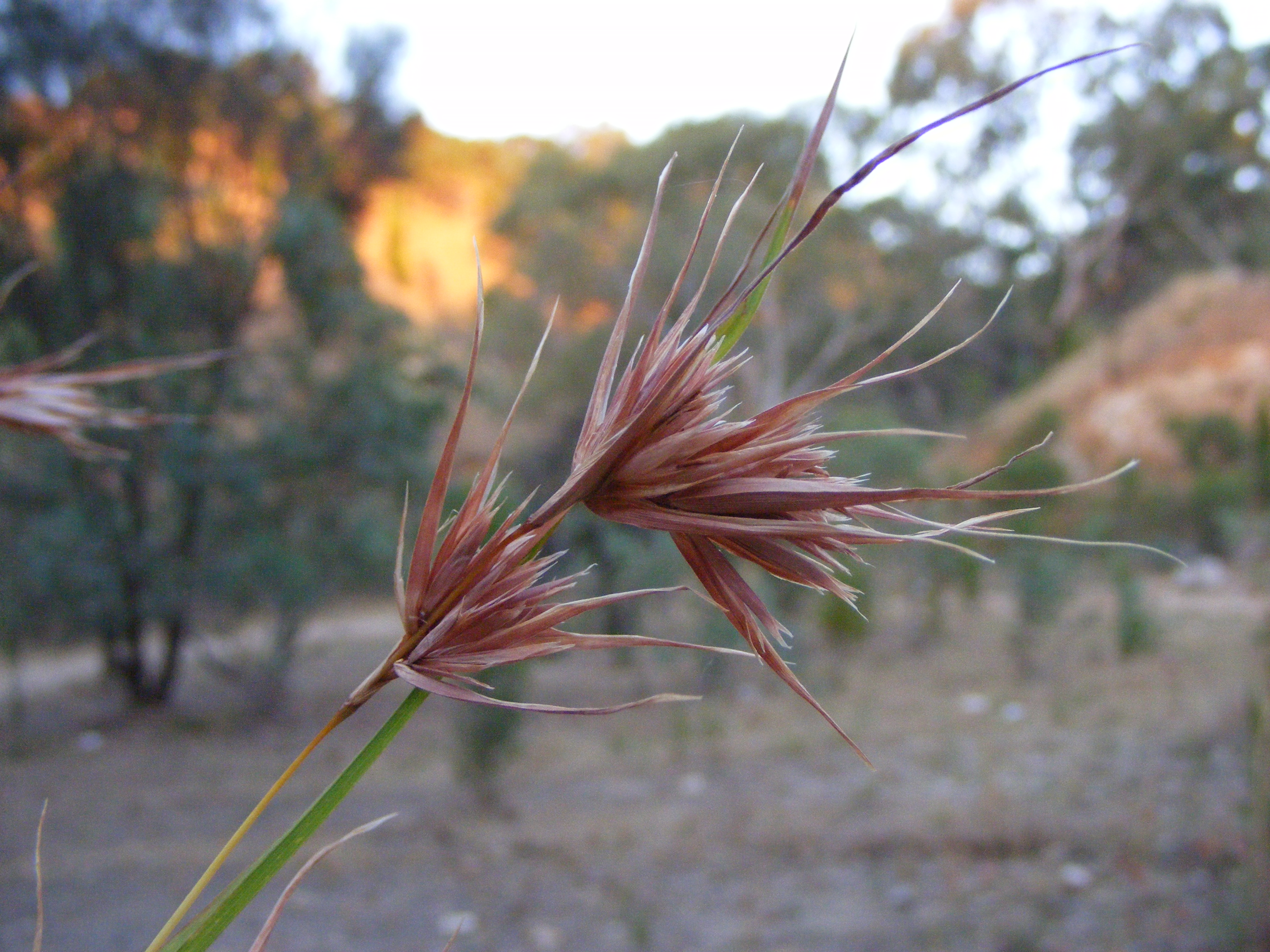
Une fleur de Themeda triandra.
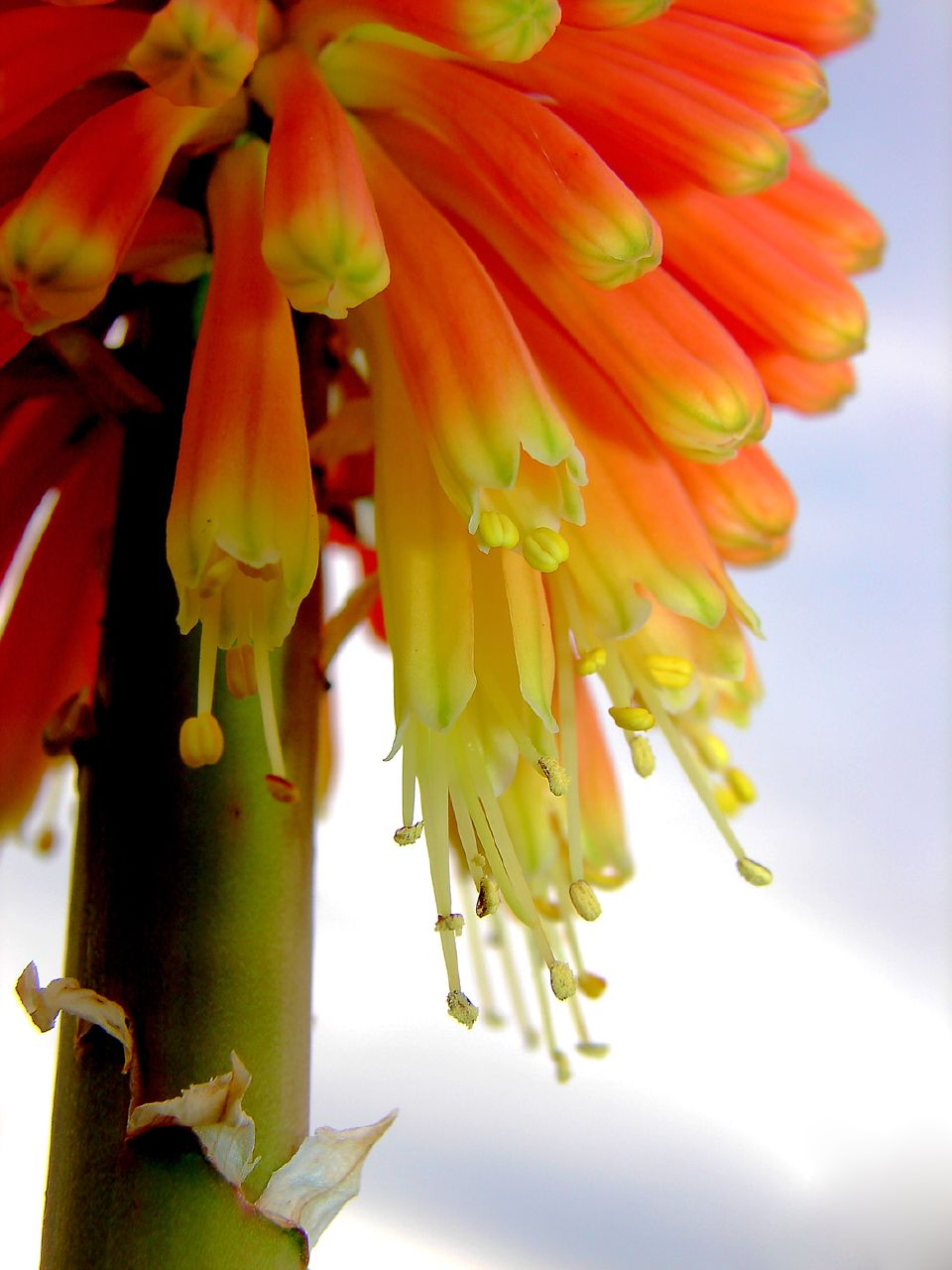
Fleur du genre Kniphofia, la K. ensifolia.
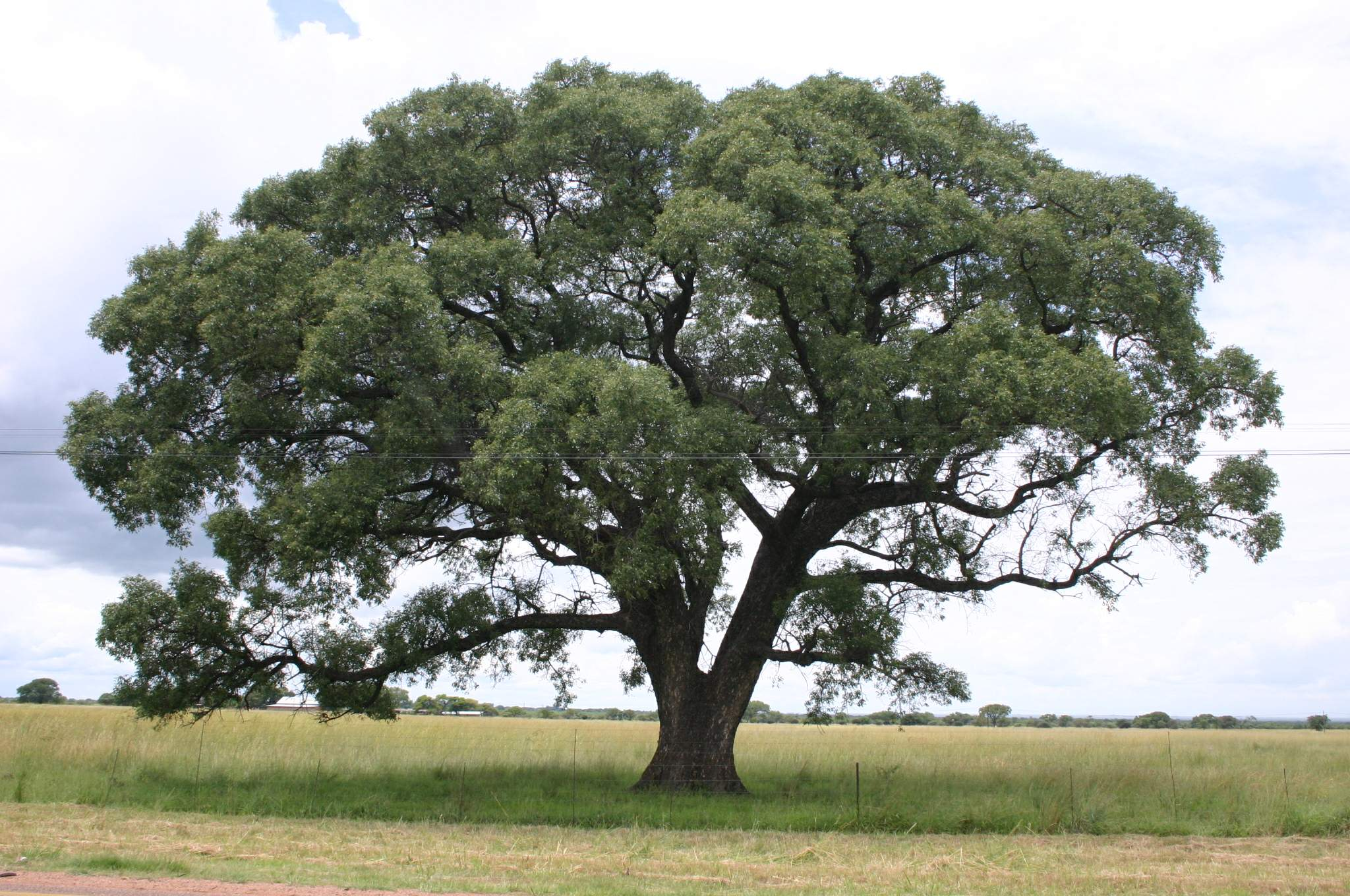
Marula dans le Transvaal.

## Histoire

### Les premiers hommes

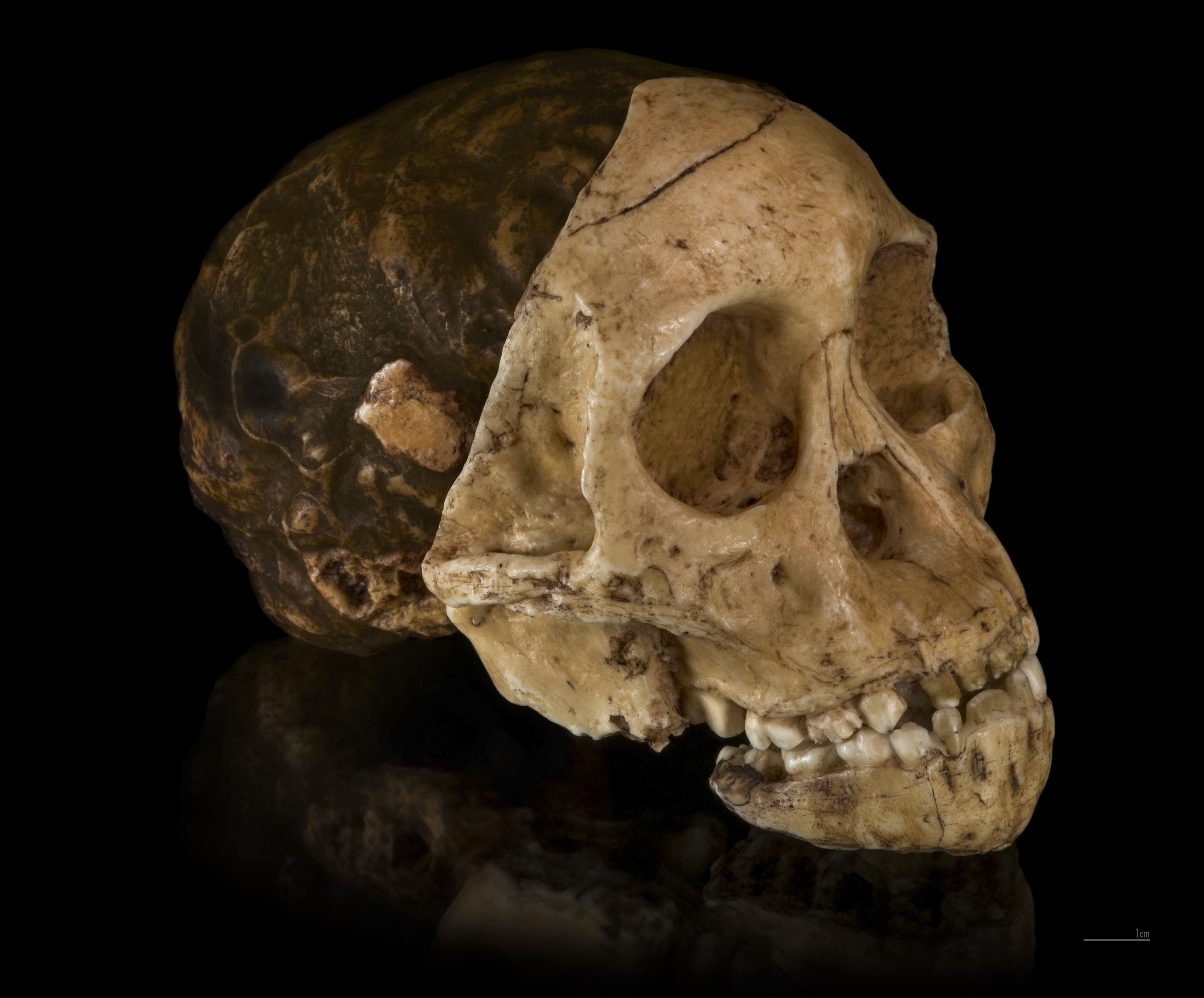
Crâne de l'Enfant de Taung découvert dans la ville du même nom.

L'occupation humaine dans la région remonte aux premiers hominidés présents sur Terre il y a trois millions d'années. Les nombreux fossiles découverts dans les grottes autour du berceau de l'humanité en témoignent. Australopithecus africanus vivait dans les grottes et les forêts du sud-est de l'Afrique : le fossile de l'enfant de Taung découvert en 1924 dans la province du Nord-Ouest appartient à cette espèce. Cet hominidé est présent dans les alentours du Magaliesberg jusqu'à 2,5 millions d'années avant notre ère. Paranthropus robustus le remplace à cette époque : il pourrait s'agir d'une évolution ou bien de l'arrivée d'une nouvelle population. P. robustus est installé dans le Magaliesberg pendant plus d'un million d'années. Il se déplace probablement en groupe et se défend avec des bâtons et des pierres ; son extinction remonte à un million d'années.

### Âge de pierre
Homo habilis apparaît en même temps que Paranthropus robustus, son origine est tout aussi incertaine : il pourrait être une évolution de l'espèce Australopithecus africanus ou bien issu d'une population venue de l'est africain. Cet ancêtre de l'homme moderne est totalement bipède et sa capacité crânienne est bien plus importante que celle d'Australopithecus. Omnivore, il fabrique des outils primitifs en pierre qui lui permettent de chasser et de découper la viande : il semble préférer le quartzite à d'autres roches moins solides. De tels objets ont été découverts sur le site de Sterkfontein situé à une vingtaine de kilomètres au sud du Magaliesberg. Homo erectus vit entre un million d'années et 300 000 ans avant le présent : sa capacité crânienne est encore plus développée, l'espèce se répand sur plusieurs continents.
Les premières traces d'Homo sapiens dans le Magaliesberg remontent à 100 000 ans environ : il occupe l'est de la chaîne, sur l'emplacement de l'actuelle ville de Pretoria et à proximité de la rivière Apies. Ses outils sont déjà un peu plus perfectionnés. Entre 40 000 et 10 000 ans avant le présent, les populations de la région connaissent de nombreux progrès technologiques peut-être issues de populations migrantes apportant des savoirs nouveaux : les pierres sont montées sur des bâtons, il apprend à maîtriser le feu et développe les peintures corporelles rituelles. Dix millénaires avant notre ère, les progrès s'intensifient avec l'essor de l'arc et des flèches empoisonnées qui facilitent grandement la chasse. Cette société est toujours largement celle de chasseurs-cueilleurs, la population n'est en mesure de répondre qu'aux besoins immédiats. La peinture pariétale et l'art rupestre apparaissent : il s'agit de représentations réalistes d'animaux s'inscrivant probablement dans un système de croyances. Cette période marque aussi les premières formes de joaillerie avec la confection de colliers en os en en coquillage.

### Âge du fer
L'apparition de la société de l'âge du fer au IIIe millénaire av. J.-C. ne signifie pas la disparition de celle de l'âge de pierre ; en effet, les deux cultures ont pu entretenir des relations jusqu'à sept siècles avant notre ère environ. Cette nouvelle société se distingue par l'élevage, la poterie et le travail du métal. L'agriculture n'est pas pratiquée dans le Magaliesberg au début de l'âge du fer. L'élevage est principalement caprin : cela répond à un besoin en lait plutôt qu'en viande, toujours largement issue de la chasse. Ces innovations permettent la sédentarisation et l'augmentation des naissances. Les habitats sont des petits huttes de branchages et de boue séchée qui mesurent entre deux et quatre mètres de diamètre. Certaines habitations possèdent un plancher surélevé.
Le troc avec des populations éloignées a probablement eu lieu : des objets en cuivre, matériau assez rare dans le Magaliesberg, et des coquilles de cauri ont été retrouvées. Le rite funéraire se développe : il s'agit souvent d'une inhumation en position allongée, assise ou même fœtale. Les crânes de membres importants de la société ont pu être exhumés pour être placés dans des urnes funéraires au sein du village. Les monticules de pierre érigés en plusieurs endroits avaient probablement une signification religieuse.
Aux XIIIe et XIVe siècles, une nouvelle population parvient dans le Magaliesberg et apporte avec elle l'élevage bovin,. Il s'agit de membres de l'ethnie Tswana qui prennent position à l'ouest des montagnes Cette société s'installe sur le sommet des collines contrairement aux villages plus anciens situés dans les vallées. Les habitations sont similaires mais pourvues d'un toit conique en paille. Au début du XVIIe siècle, les populations bâtissent des murets dont il subsiste des ruines afin de délimiter la propriété dans certains villages devenus relativement importants comme celui de Ho Bupye. L'apogée de cette civilisation est atteinte à la fin du XVIIIe siècle : la poterie est fine et décorée, des plans d'urbanisme sont gravés dans la roche,. Les boucles d'oreilles en cuivre et le tissage d'écailles d'animaux dans la crête des hommes sont le signe de l'élaboration de cette culture. Paradoxalement, certaines techniques sont similaires à celles du début de l'âge du fer voire de l'âge de pierre : le tannage s'effectue toujours avec une pierre coupante et le fer est toujours indispensable dans la confection des outils. La réalisation d'une pointe de lance demande encore une douzaine de jours de travail et une quantité de charbon de bois de deux ou trois arbres entiers. Mais au début du XIXe siècle, cette société au système d'échange bien établi est confrontée à une montée de la violence lors d'invasions successives.

### Période contemporaine
Au début du XIXe siècle, la société Tswana qui s'était établie dans le Magaliesberg subit les invasions successives des Bapedes et surtout des Zoulous menés par le grand soldat Mzilikazi, envoyé par le roi Chaka en 1827. Ayant décidé de se séparer de son roi, Mzilikazi s'installe dans le Magaliesberg, alors encore connu sous le nom de « montagnes Cashan ». Il y fonde la tribu des Ndébélés.

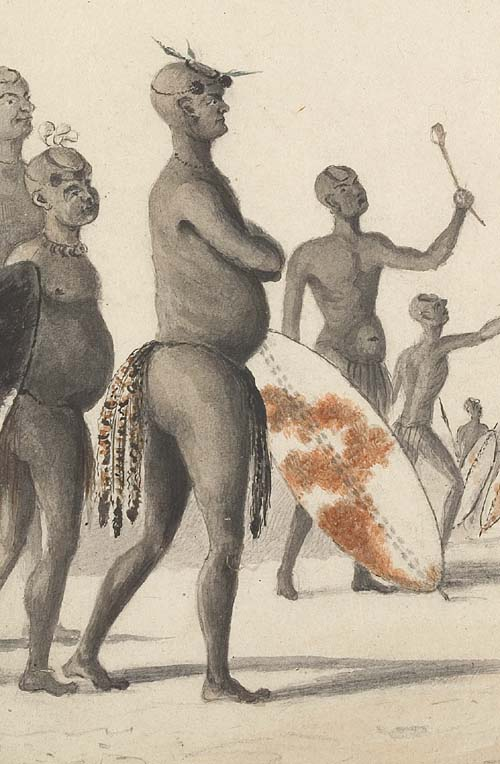
Représentation de Mzilikazi, roi des Ndébélés

C'est à cette époque que des explorateurs occidentaux s'aventurent dans la région parmi lesquels le missionnaire Robert Moffat qui devient un allié de Mzilikazi et le zoologiste Andrew Smith qui traverse ces montagnes entre 1834 et 1836 lors de son expédition dans le Transvaal.
En 1836, lors du Grand Trek, des Voortrekkers sont attaqués par les impis de Mzilikazi qui y voit une intrusion dans le territoire qu'il contrôle. Les Boers contre-attaquent en janvier 1837 avec l'aide des Sotho et des Tswana de la région. Les Ndébélés sont repoussés au-delà du fleuve Limpopo. Cette entente entre les pionniers et les Sotho et les Tswana se reflète dans le nom de la ville proche de Rustenburg (littéralement « ville du repos » en afrikaans) qui est fondée en 1851. Les Boers s'installent au sud et les Sotho et Tswana au nord. La bonne entente entre les deux communautés se perpétue si bien qu'il arrive que les Boers aillent rendre visite à leurs voisins du nord. L'agriculture se développe fortement dans la région.
Le Magaliesberg est une zone de combats lors de la première guerre des Boers en 1880-1881 et également pendant la seconde guerre des Boers qui se déroule de 1899 à 1902. Les routes qui relient Pretoria à Rustenburg sont le principal objet de cette lutte entre les Britanniques et les Boers.
En 1906, une enquête gouvernementale est lancée pour envisager la construction d'un barrage dans le Magaliesberg afin de répondre aux besoins en eau des agriculteurs. En 1914, le parlement donne son aval et la construction du |barrage de Hartbeespoort débute deux années plus tard. Il entre en service en 1923. Le barrage d'Olifantsnek est terminé en 1932, celui de Buffelspoort en 1933.

## Activités

### Tourisme

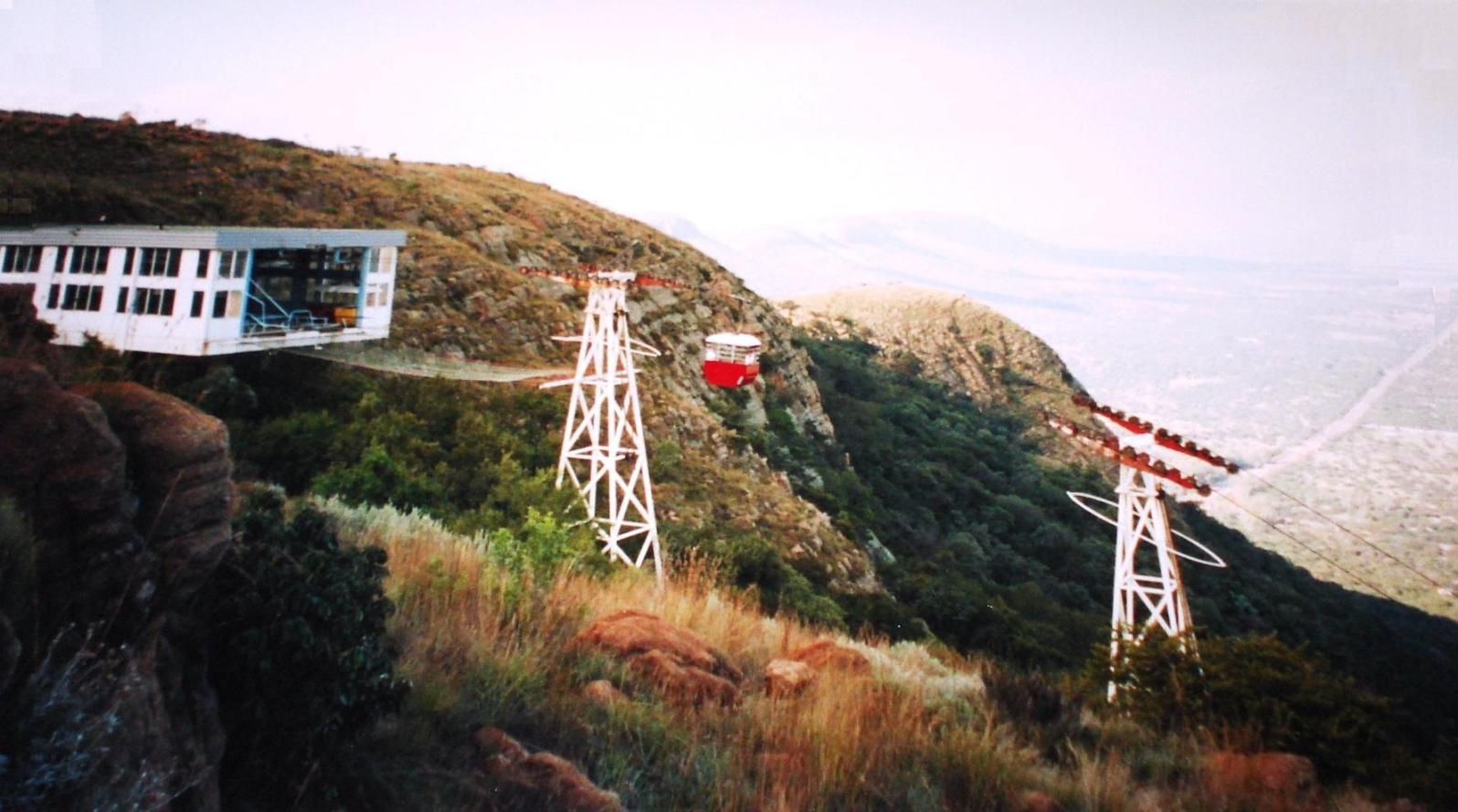
Le téléphérique de Hartbeespoort.

Le tourisme est devenue une ressource économique importante dans le Magaliesberg ; la mise en valeur de la faune et de la flore des montagnes ainsi que les nombreuses activités visent à attirer des visiteurs toute l'année.
La ville qui concentre le plus d'aménagements liés au tourisme est Rustenburg. En effet, cette ville propose un grand nombre d'hébergements (hôtels, campings) et quelques activités, notamment la pêche. Mais la plupart des résidences pour touristes sont en réalité dispersées dans les montagnes. Le Magaliesberg compte une grande quantité de maisons et de chambres d'hôtes situées en pleine campagne qui peuvent proposer des salles de conférence. Certains de ces lieux profitent de la mention quatre ou cinq étoiles données par le comité d'évaluation touristique d'Afrique du Sud. L'hébergement se trouve aussi sous la forme de cabanons, de fermes ou même d'ensembles touristiques incluant spas et piscines. Parfois, le pied-à-terre est couplé à des domaines de chasse et de protection.
L'activité la plus répandue est la visite des réserves naturelles à pied, à VTT, à cheval, en voiture voire en quad. Ces territoires peuvent aussi être survolés en montgolfière ou en ULM. La randonnée pédestre ou à VTT dans les montagnes ainsi que la pêche sont deux autres loisirs liés à la nature. Les réservoirs des différents barrages de la région sont devenus des hauts lieux de cette dernière activité, notamment le barrage de Hartbeespoort. Celui-ci attire les amateurs de pêche mais propose aussi de nombreux lieux d'hébergement, une réserve d'éléphants à proximité et un téléphérique, le Hartbeespoort Aerial Cableway, rénové en 2010 et comptant 14 cabines : tout cela fait de Hartbeespoort un « lieu clé du tourisme » dans la région.
Les différents sites des hominidés fossiles d'Afrique du Sud sont inscrits au patrimoine mondial. C'est sur le site préhistorique de Sterkfontein qu'a été découvert le crâne de Mrs. Ples estimé à 2 millions d'années et qui appartenait à un individu de l'espèce Australopithecus africanus. Les 12 grottes qui composent Sterkfontein sont visitables mais l'ensemble de Maropeng concentre des expositions de fossiles et des activités plus ludiques. Son amphithéâtre peut accueillir jusqu'à 10 000 personnes.
D'autres loisirs sont à disposition comme le déplacement en train à vapeur ou la pratique de l'escalade dans les kloofs.

### Protection de l'environnement
Le Magaliesberg compte de nombreuses espèces endémiques en danger. L'exploitation des matières premières et le tourisme peuvent constituer des risques pour la conservation de ces espèces.
Au début des années 1960, la région attire de plus en plus de touristes ; c'est aussi à cette époque que débutent les extractions de silice dans les montagnes. En 1974, un article du quotidien de Johannesburg The Star lance une campagne de protection du Magaliesberg. L'année suivante, le gouvernement sud-africain fait passer une loi sur la protection de « zones naturelles ». En 1975, la Magaliesberg Protection Association (MPA) est créée pour faciliter l'extension de cette loi à cette région. Les années qui suivent sont marquées par l'opposition entre les propriétaires terriens (agriculteurs et exploitants de mines) qui forment une association pour protéger leurs intérêts et les autorités. En août 1977, le Magaliesberg est admis comme zone naturelle à protéger.
En 1980, deux projets en contradiction avec la loi de 1977 sont révélés : la mise en place d'une mine de quartzite et la construction d'une route à proximité de Castle Gorge, un lieu jusque-là préservé des constructions humaines. Ces projets n’aboutissent pas et, en réaction, la décennie suivante conforte la protection de la région avec la formation d'un comité de gestion en 1981 (Magaliesberg Management Advisory Committee) et la ratification d'une nouvelle loi en 1982. En 1994, le Magaliesberg devient un environnement naturel protégé ; les limites territoriales de la zone protégée sont définies avec plus de précision et l'administration de cette protection est répartie entre le Gauteng et la province du Nord-Ouest.
Le début du XXIe siècle est marqué par l'échec d'un nouveau comité pour contrecarrer les nouvelles constructions touristiques dans la région. En 2008, l'édification illégale d'un nouvel ensemble touristique est découverte à Kgaswane, un territoire dont l'écosystème est classé « hautement sensible ». La MPA poursuit en justice les propriétaires mais la cour reconnaît finalement les droits de ces derniers. L'association fait appel contre le ministère de l'agriculture et du développement rural sud-africain et, en 2013, la cour confirme son jugement. La pollution des cours d'eau et des réservoirs est mise en avant par la MPA qui accuse les activités agricoles et surtout l'usage de plusieurs pesticides : l'Afrique du Sud en est le premier consommateur du continent. Une étude est faite dans le but d'établir un modèle pour protéger l'écosystème aquatique des différentes rivières.
Depuis 2006, différents acteurs de la protection environnementale ont milité pour que le Magaliesberg soit inscrit en tant que réserve de biosphère dans le cadre du Programme sur l'homme et la biosphère mis en place par l'UNESCO  Il s'agit de soutenir un développement durable et d'améliorer les relations entre les acteurs économiques et leur territoire. Le projet reçoit le soutien du premier ministre de la province du Nord-Ouest, Edna Molewa, puis des autorités du Gauteng en 2008 ainsi que des fonds importants de la part des autorités provinciales mais aussi du gouvernement finlandais. En 2012, le Gauteng se retire du projet qui doit alors être retravaillé. En mai 2013, le programme subit un premier refus de l'UNESCO qui regrette l'inclusion du centre nucléaire de Pelindaba dans la zone : le territoire concerné doit être reconsidéré. En 2015, le Magaliesberg est officiellement reconnu réserve de biosphère par l'Unesco.